# 1944
1944 (MCMXLIV) byl rok, který dle gregoriánského kalendáře započal sobotou.

## Události
Automatický abecedně řazený seznam viz Kategorie:Události roku 1944
Protektorát Čechy a Morava
- 27. ledna
  - v Praze byla založena Liga proti bolševismu
  - Založen Dopravní podnik města Zlína – dnes Dopravní společnost Zlín – Otrokovice (více Trolejbusová doprava ve Zlíně a v Otrokovicích)
- 12. března – Exilová vláda v Londýně vydala provolání k československému lidu vyzývající k boji proti okupantům.
- 12. května – 14:00 hodin dvě stě letadel svrhlo za dvacet minut 1200 bomb na chemický komplex v Záluží u Litvínova
- 16. června – Bratislava byla poprvé bombardována spojeneckými vojsky.
- 21. července – bombardování spojeneckými vojsky – Chomutov, Záluží u Mostu a Pardubice
- 29. srpna – začátek Slovenského národního povstání
- 30. srpna – Československá samostatná brigáda, která se vytvořila ve Velké Británii, se přeplavila do Francie, kde však prozatím zůstávala v záloze.
- 6. října – 1. československý armádní sbor vstoupil na Dukle na československé území.
- 16. října – Bombardéry USAAF provedly nálet na Škodovy závody a železnici v Plzni.
- 16.–22. listopadu – Operace Tetřev: likvidace partyzánských oddílů jednotkami SS, Wehrmachtu, Schupo a gestapa v oblasti Beskyd a Moravy
- 16. prosince – Bombardéry USAAF se pokusily o nálet na Škodovy závody v Plzni, místo toho byly zasaženy obytné čtvrti.
- 20. prosince – Bombardéry USAAF uspěly s náletem na Škodovy závody v Plzni, při útoku na hlavní nádraží byl však zasažen Měšťanský pivovar a střed města.

Svět

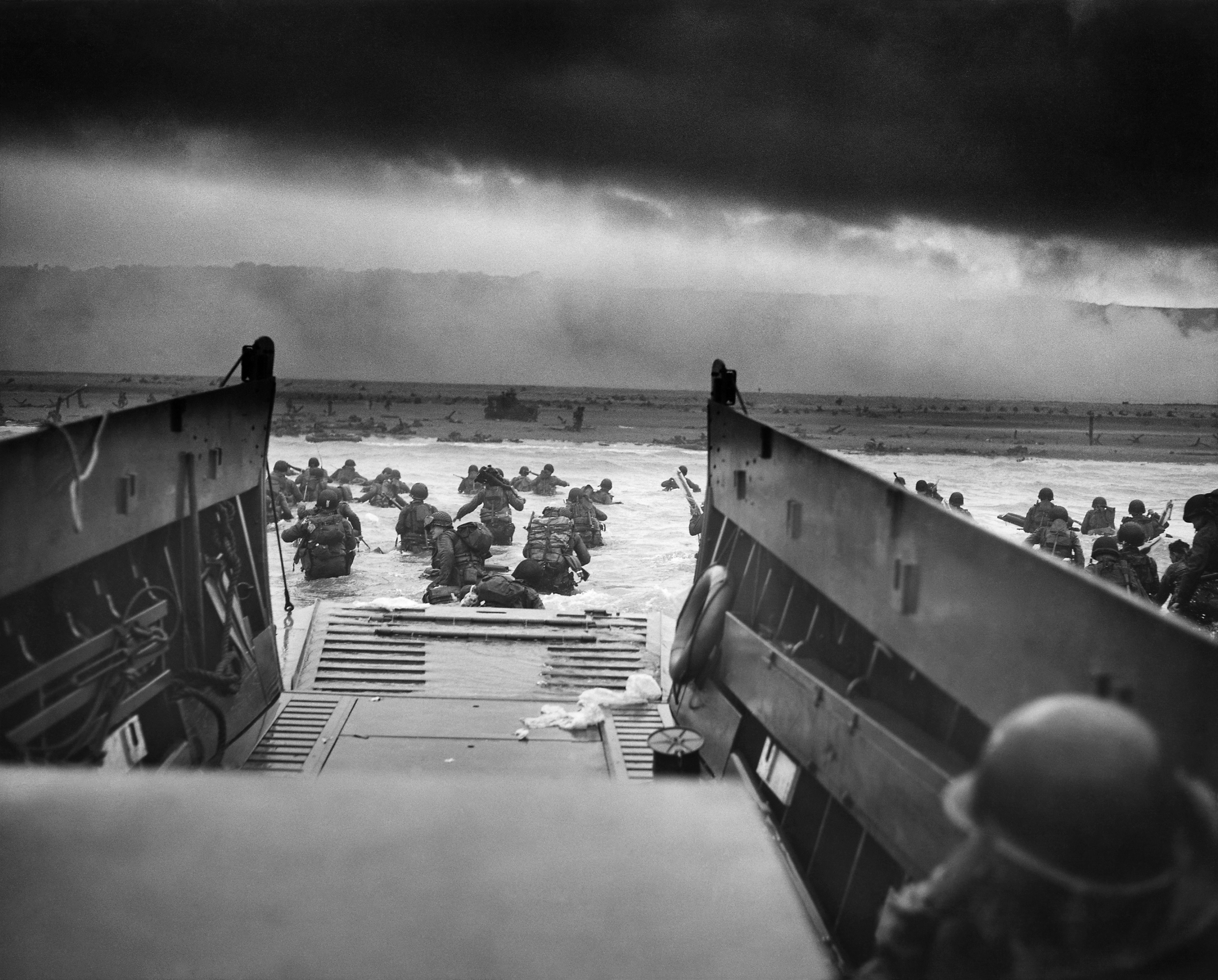
Robert F. Sargent: Do spárů smrti: Vojáci z 1. divize přistávají na Omaha Beach, 6. června – Den D, začíná Bitva o Normandii (Vylodění Spojenců v Normandii.)

- leden – USA dobyly Marshallovy ostrovy
- 25. ledna – Korsuň-ševčenkovská operace: Po dělostřelecké přípravě a leteckých útocích začal vlastní útok sovětského 2. ukrajinského frontu generála Koněva. 1. československá samostatná brigáda při Korsuň-ševčenkovské operaci vyřadila zhruba 1000 německých vojáků, zničila 3 letadla, 20 tanků, 5 útočných děl, 20 kulometných stanovišť a 50 automobilů. Sama utrpěla ztráty 46 padlých.
- 27. ledna – konec blokády Leningradu
- 17. února – Korsuň–ševčenkovský kotel byl likvidován.
- 2. dubna – sovětská armáda vstupuje do Rumunska
- 8. března – V koncentračním táboře Auschwitz bylo zavražděno 3792 československých Židů.
- 17.–23. března – erupce Vesuvu
- 8. dubna – začala Krymská operace – osvobozování Ukrajiny Rudou armádou
- 12. května – Osvobození Ukrajiny Sovětskými vojsky
- 4. června – spojenci osvobozují Řím
- 6. června – spojenecká invaze do Normandie. D-Day
  - zahájila Rudá armáda ofenzívu na Karelské šíji ve Finsku
- 13. června – na Londýn dopadá první létající bomba V-1 a zabíjí 6 civilistů
- 17. června – Island vyhlásil republiku
- 22. června – Rudá armáda zahájila operaci Bagration
  - přiletěl do Helsinek německý ministr zahraničí Ribbentrop.Využil tísně, v níž se Finsko octlo, a jako nutnou podmínku pro pokračování německé vojenské podpory požadoval záruku, že Finsko neuzavře žádný separátní mír. Prezident Ryti mu tuto záruku poskytnul ve formě osobního závazku (Dohoda Ryti–Ribbentrop).
- 25. června – 9. července bitva v oblasti Tali-Ihantala, Finská armáda zastavila postup Rudé armády na Karelské šíji
- 3. července – Rudá armáda osvobozuje Minsk.
- 20. července – neúspěšný atentát na Adolfa Hitlera (viz Atentát na Hitlera z 20. července 1944)
- 22. července – byl založen Mezinárodní měnový fond
- 1. srpna
  - Polsko: v 17 hodin, v tzv. hodinu „W“, začalo Varšavské povstání proti německým okupantům.
  - Tinian prohlášen za bezpečný
- 5. srpna – prapor Zośka, elitní jednotka varšavských povstalců, nečekaným útokem dobyl Koncentrační tábor Gęsiówka a osvobodil 383 vězňů, z toho 348 Židů.
- 8. srpna – Pattonovi vojáci osvobozují francouzské Le Mans.
- 10. srpna – Guam prohlášen za bezpečný
- 13. srpna – Bitva o Ilomantsi skončila drtivou porážkou Rudé armády, což ukončilo její poslední velkou ofenzívu proti Finsku
- 14. srpna – Po intenzivním boji dům od domu je spojenci dobyto St. Malo (kromě citadely).
- 15. srpna – Spojenci se vyloďují na jihu Francie – Operace Dragoon
- 16. srpna – Kanaďané dobývají Falaise
- 17. srpna – Citadela v Saint-Malo kapituluje.
- 19. srpna – Vznikl slovinský Úřad pro statistiku.
  - Pařížské povstání 19. července–25. srpna. Účastnila se ho i tzv. Československá bojová družina. Boje skončily osvobozením Paříže francouzskou a americkou armádou.
- 21. srpna – šéfové diplomatických misí 5 neutrálních zemí v čele s nunciem Rottou protestují u regenta Horthyho proti deportacím Židů
- 26. srpna – Rumunsko, další z německých stoupenců, se vzdává
- 30. srpna – sovětská vojska vstupují do Bukurešti
- září – začala Laponská válka mezi Finskem a Německem
- 3. září – Spojenecká vojska osvobozují Brusel.
- 8. září – začala Karpatsko-dukelská operace
- 17. září – Spojenci zahájili operaci Market Garden
- 3. října – povstalci ve Varšavě kapitulovali
- 7. října – Českoslovenští vojáci zaujali svá obranná postavení a spolu s britskými a francouzskými jednotkami zahájili obléhání Dunkerque
- 13. října – spojenci obsazují Athény
- 18. října – Jugoslávští partyzáni osvobodili Dubrovník
- 20. října
  - Američané se vyloďují na filipínském ostrově Leyte.
  - osvobození Bělehradu
- 23. října – Začíná největší námořní bitva v historii – Bitva v Leytském zálivu.
- listopad – v Albánii se k moci dostala komunistická strana pod vedením Envera Hodži
- 7. listopadu – prezident Franklin Delano Roosevelt vítězí po 4. v prezidentských volbách v USA
- 16. prosince – začíná bitva v Ardenách
- osvobození Belgie, Vilnius
- při leteckém náletu byl zničen počítač Z3
- první využití pušky Sturmgewehr 44 (StG 44); Německá armáda
- Charles de Gaulle předsedou francouzské vlády
- Maďarsko, Rumunsko a Bulharsko opustily Pakt tří
- Osvobozen koncentrační tábor Majdanek
- Moresnet navrácen Belgii
- v Bretton Woods je delegáty 44 států ustanoven Mezinárodní měnový fond a Mezinárodní banka pro rekonstrukci a rozvoj, později známé jako „Světová banka“
- Moldávie a Moldavsko součástí SSSR

## Vědy a umění
- 21. listopadu natočil Harry James se svým orchestrem píseň I'm Beginning to See the Light se zpěvačkou Kitty Kallen. Tento song se později stal znělkou orchestru Harry Jamese
- vyvinut ENIAC (Electronic Numerical Integrator And Computer) historicky první elektronkový počítač
- objeveny chemické prvky americium a curium
- instalovány quartzové hodiny v Královské observatoři v Greenwichi, v jejichž jádru vibruje krystal 100000krát za sekundu a umožňuje přesnost ± jedna sekunda za dva a půl roku
- v USA izolována deoxyribonukleová kyselina (DNA)

## Nobelova cena
- Nobelova cena za fyziku – Isidor Isaac Rabi (USA  za metodu magnetické rezonance)
- Nobelova cena za chemii – Otto Hahn (Německo  za objev štěpení u těžkých jader)
- Nobelova cena za fyziologii a lékařství – Joseph Erlanger, Herbert Spencer Gasser (oba USA  za objevy týkající se nervových vláken)
- Nobelova cena za literaturu – Johannes Vilhelm Jensen (Dánsko)
- Nobelova cena za mír – Mezinárodní výbor Červeného kříže

## Narození
Automatický abecedně řazený seznam viz Kategorie:Narození v roce 1944

### Česko
- 2. ledna

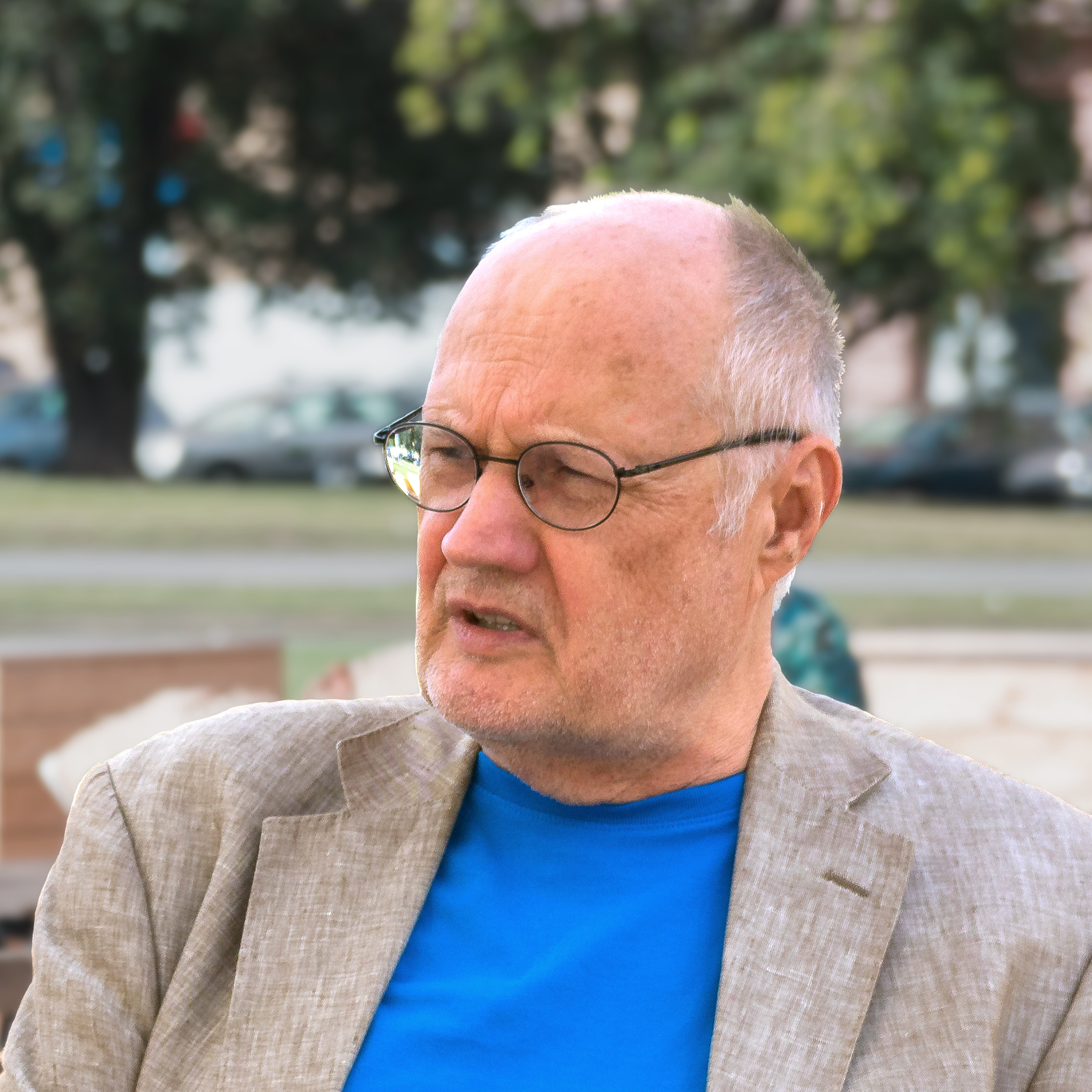
Václav Bělohradský (* 17. ledna)

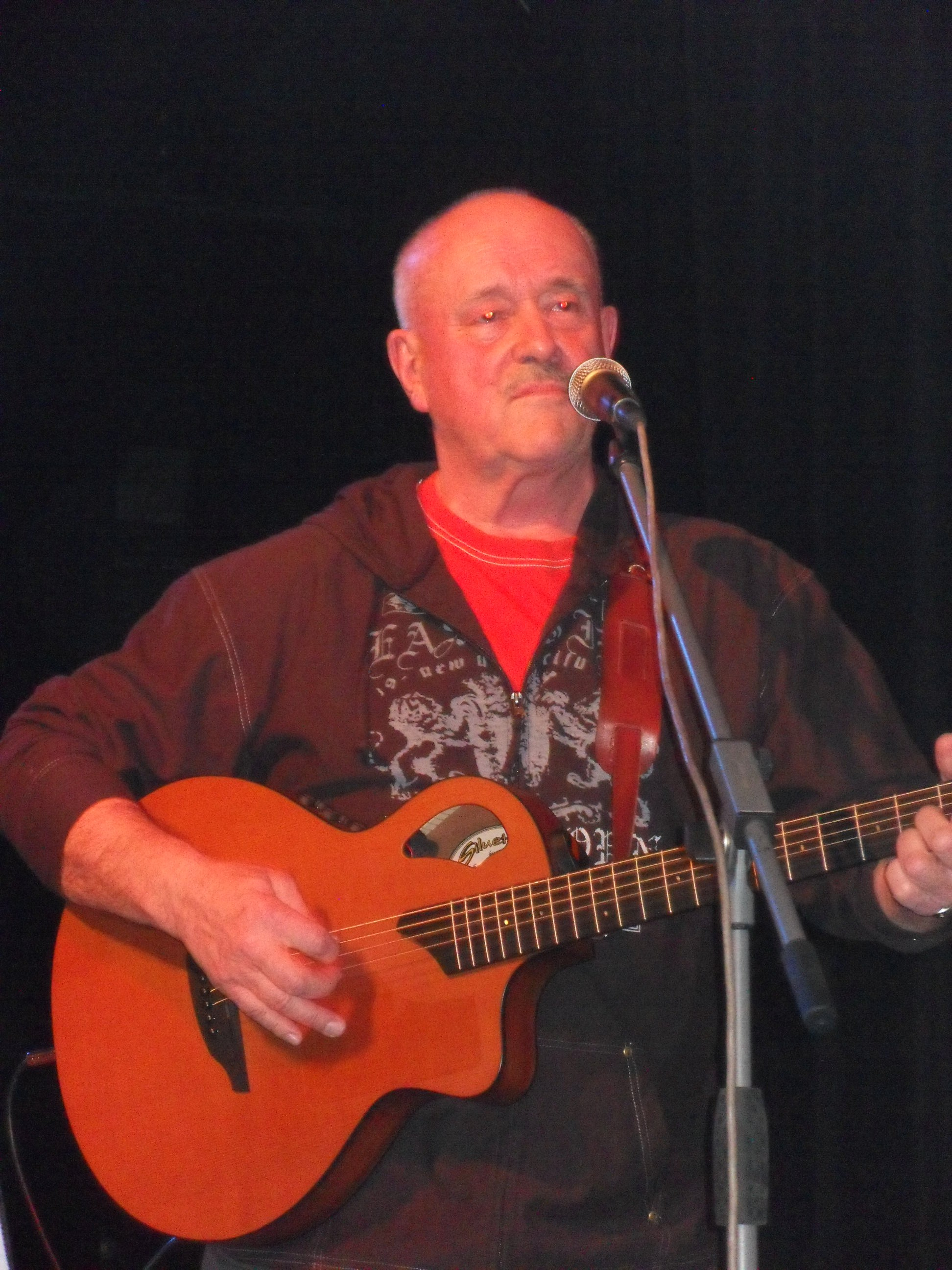
Petr Ulrych (* 21. února)

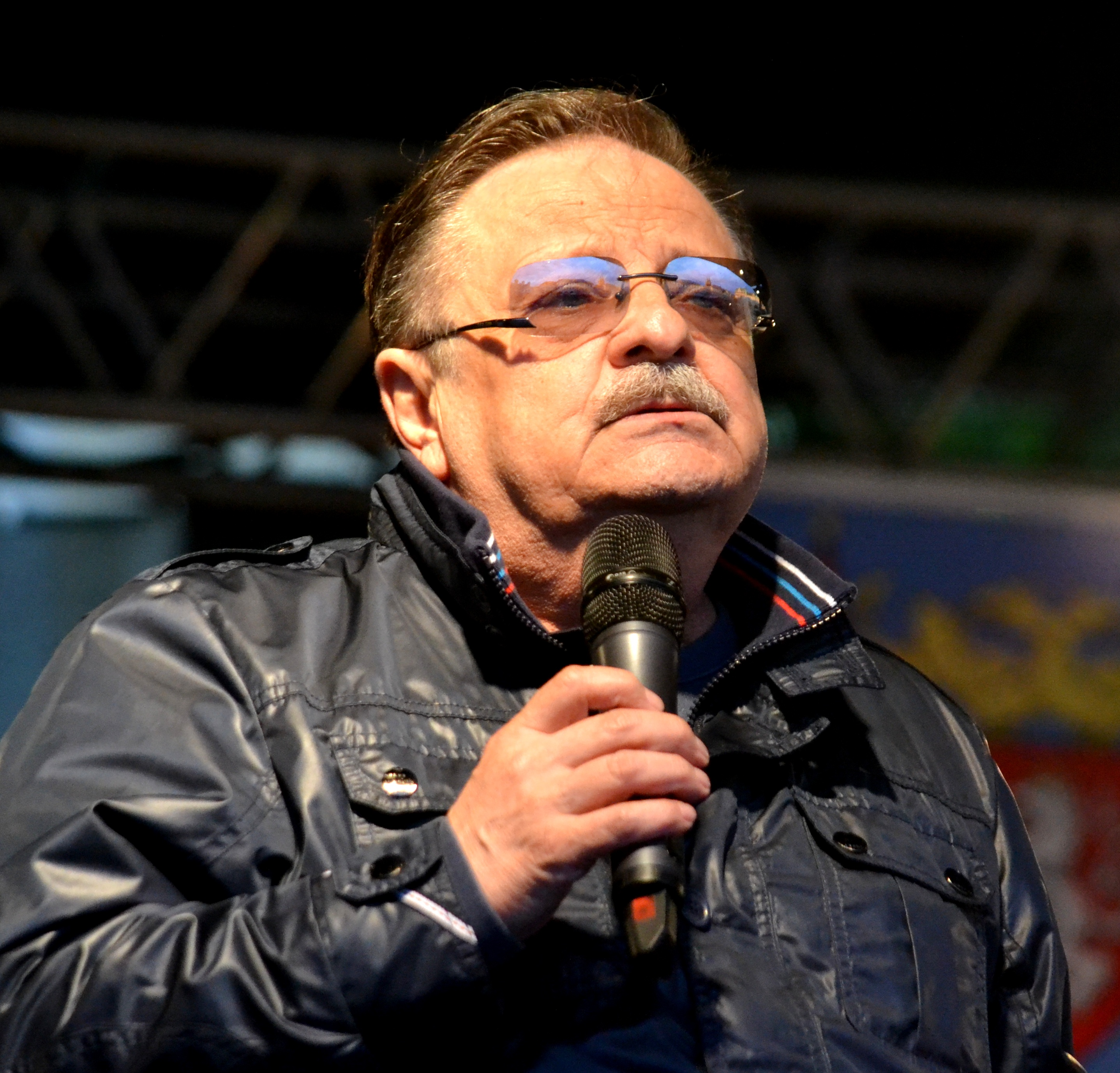
Petr Spálený (* 22. března)

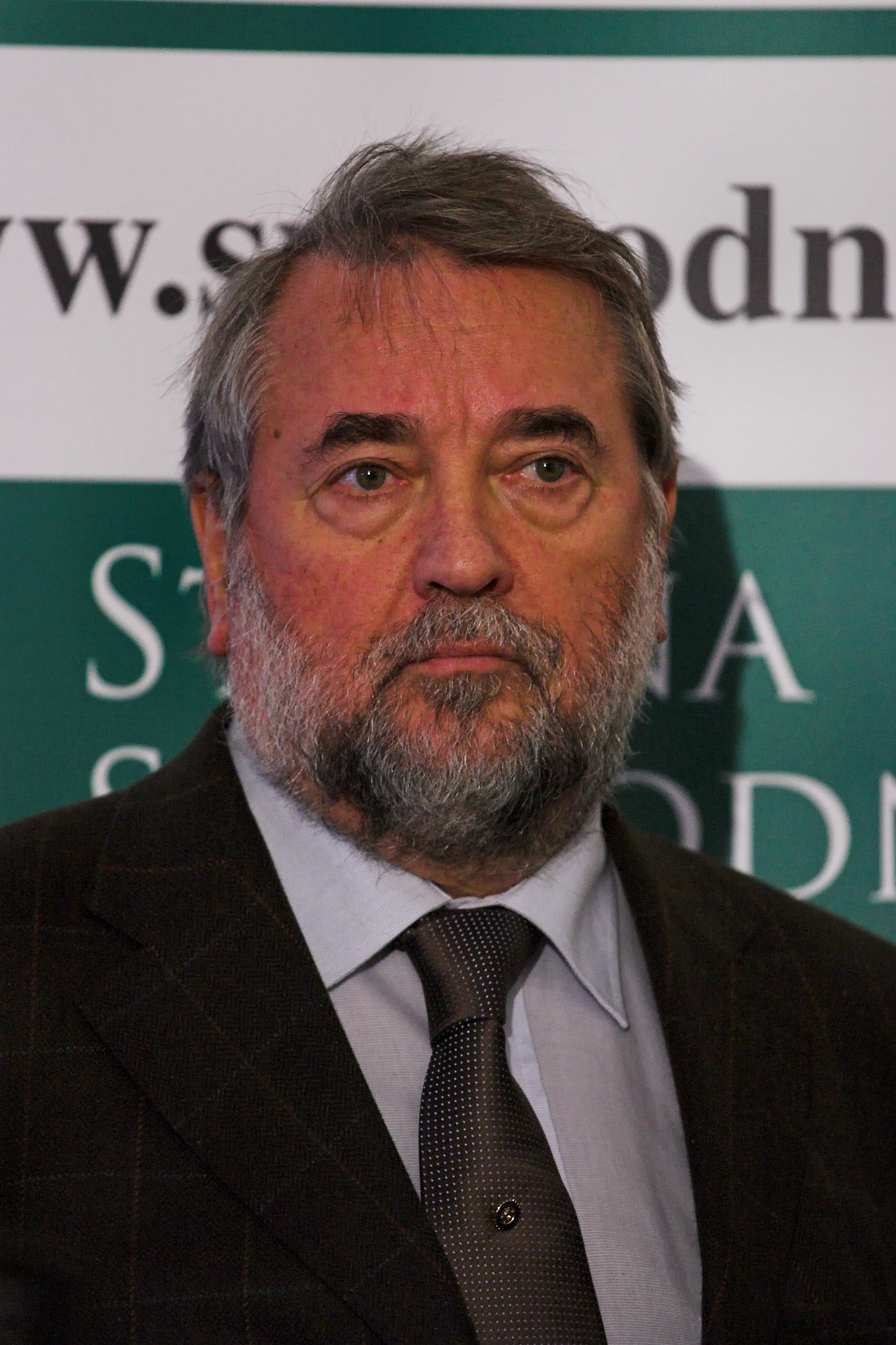
Benjamin Kuras (* 4. dubna)

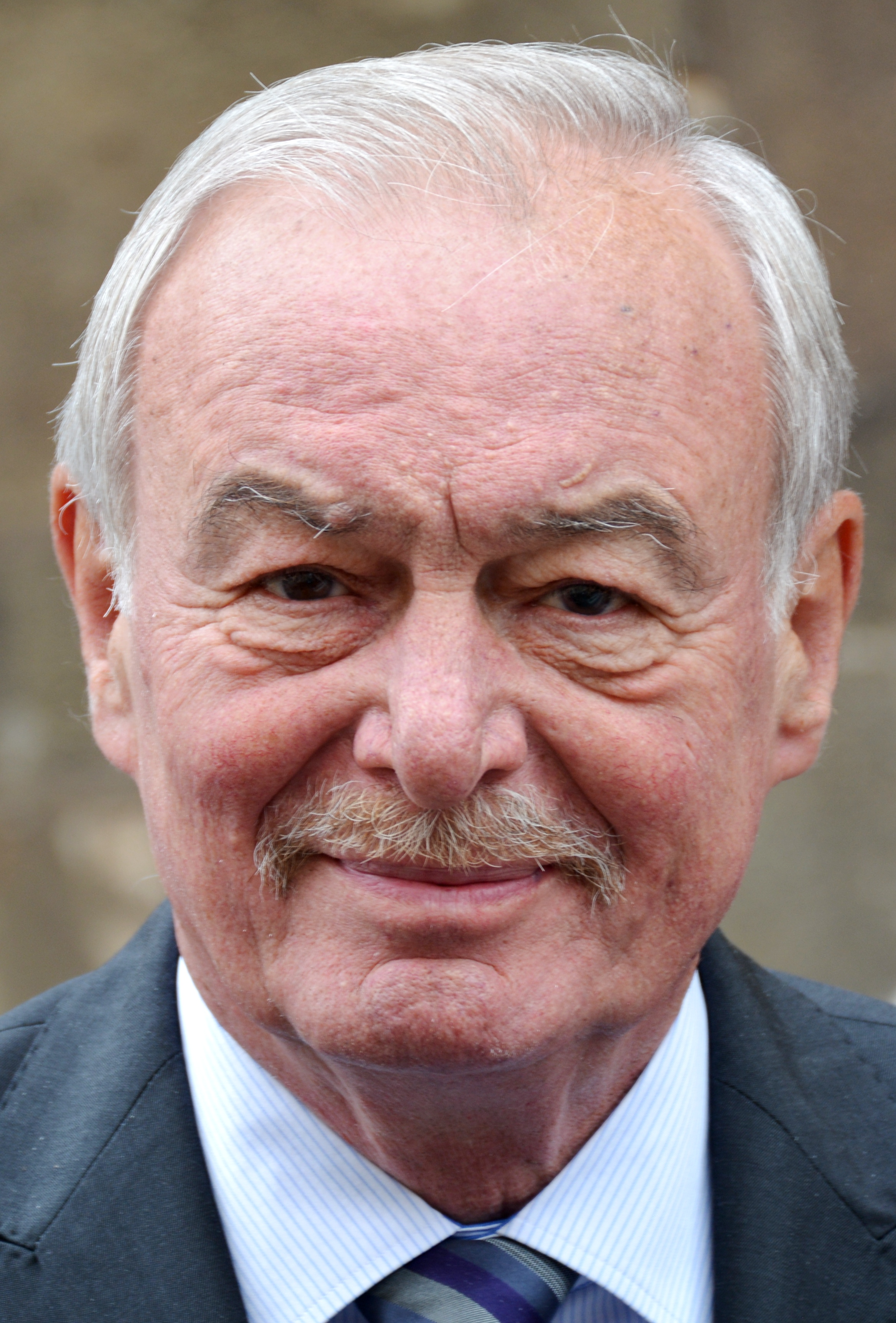
Přemysl Sobotka (* 18. května)

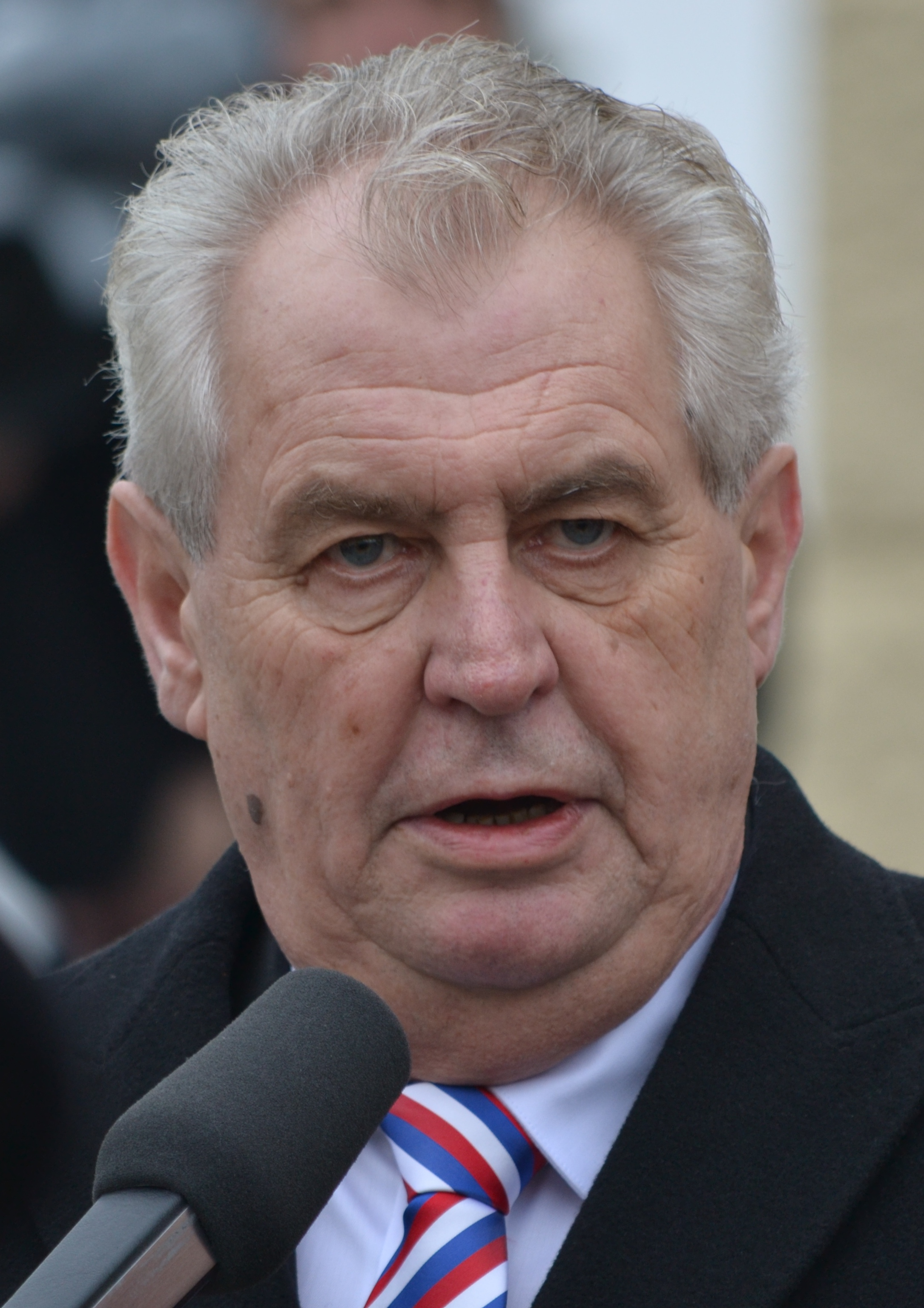
Miloš Zeman (* 28. září)

  - Petr Poš, výtvarník a režisér animovaných filmů († 1. května 2015)
  - Aleš Košnar, herec a dramaturg
- 7. ledna – Vlasta Kahovcová, zpěvačka a výtvarnice
- 11. ledna – Jan Sobotka, spisovatel a aforista
- 12. ledna – Vlastimil Hort, šachový velmistr
- 14. ledna – Antonín Hájek, zpěvák, skladatel, kontrabasista a baskytarista, textař († 17. prosince 1989)
- 17. ledna – Václav Bělohradský, filosof a sociolog
- 19. ledna – František Knebort, fotbalista
- 24. ledna – Anna Strunecká, pseudovědkyně, pedagožka a spisovatelka
- 6. února – Eduard Smutný, konstruktér počítačů a mikropočítačů († 1993)
- 8. února
  - Bohuslav Svoboda, lékař a politik, primátor Prahy
  - Jiří Zídek, basketbalista († 21. května 2022)
- 16. února – Jiří Vačkář, ministr pro místní rozvoj († 2014)
- 19. února – Martin Stejskal, malíř, esejista a esoterik
- 20. února
  - Jaroslav Němeček, ilustrátor, autor komiksu Čtyřlístek
  - Petr Rajlich, geolog a popularizátor vědy
- 21. února – Petr Ulrych, zpěvák, hudební skladatel a textař
- 25. února – Věra Jirousová, historička umění a básnířka († 27. února 2011)
- 28. února – Věra Křesadlová, výtvarnice, herečka a zpěvačka
- 1. března
  - Václav Aulický, architekt a vysokoškolský profesor
  - Václav Roubíček, rektor Vysoké školy báňské a politik († 14. července 2010)
- 3. března
  - Oldřich Hamera, grafik, malíř, ilustrátor († 15. listopadu 2021)
  - Aleš Opatrný, kněz, teolog a autor duchovní literatury
- 6. března – Josef Peterka, básník a literární teoretik
- 10. března
  - Michal Polák, zpěvák a kytarista († 15. březen 2021)
  - Pavel Novák, zpěvák, skladatel, hudebník a spisovatel, († 11. února 2009)
- 14. března – Václav Nedomanský, hokejista
- 15. března – František Novotný, spisovatel sci-fi literatury, počítačový technik a jachtař
- 16. března – František Kozel, politik
- 18. března
  - Josef Bartončík, právník a politik († 29. srpna 2024)
  - Jiří Holeček, hokejista
  - Jiří Klem, herec
- 22. března – Petr Spálený, hudebník, skladatel, kytarista, flétnista, bubeník a zpěvák
- 29. března – Vlaďka Prachařová, zpěvačka
- 26. března – Vlasta Vopičková, tenistka
- 27. března
  - Heda Bartíková, redaktorka, novinářka a spisovatelka
  - Josef Ullmann, architekt a politik
- 28. března – František Pála, tenista
- 2. dubna – František Pospíšil, hokejista
- 3. dubna – Jiří Fiala, profesor dějin české literatury
- 4. dubna – Benjamin Kuras, spisovatel, dramatik, překladatel
- 8. dubna
  - Karel Keller, arabista a hispanista
  - Jiří Datel Novotný, herec, publicista, scenárista a režisér († 27. srpna 2017)
- 11. dubna – Zdeněk Rytíř, textař, hudební skladatel, hudebník († 2. října 2013)
- 12. dubna
  - Jaroslav Zavadil, odborový předák
  - Karel Kryl, písničkář a básník († 3. března 1994)
- 13. dubna – Milan Stehlík, filmový a divadelní herec a dabér († 2. srpna 2021)
- 15. dubna – Jiří Hanke, fotograf
- 16. dubna – Josef Fabián, regionální kulturní pracovník, divadelník a publicista, politik († 12. března 2012)
- 17. dubna – Petr Matásek, český divadelník a scénograf († 25. července 2017)
- 18. dubna – Jana Synková, herečka († 27. prosince 2024)
- 19. dubna – Eva Tálská, scenáristka, dramatička a režisérka († 27. srpna 2020)
- 20. dubna – Jiří Franěk, novinář a komentátor († 25. ledna 2011)
- 23. dubna – Aleš Sigmund, kytarista, hudební aranžér, textař a hudební skladatel († 7. listopadu 2018)
- 25. dubna – Pavel Kalvach, předseda České neurologické společnosti
- 28. dubna
  - Milena Fucimanová, spisovatelka, básnířka, překladatelka a lingvistka
  - Vladimír Táborský, fotbalista
  - Karel Janský, herec († 12. dubna 2011)
- 3. května – Ivan Makásek, přírodovědec, novinář, spisovatel, woodcrafter a skaut
- 4. května – Vojtěch Mynář, politik († 10. července 2018)
- 6. května
  - Jan Novotný, fyzik
  - Milan Dufek, zpěvák, hudební skladatel, kytarista a flétnista († 17. listopadu 2005)
- 7. května – Vladimír Drha, scenárista a režisér († 21. června 2017)
- 11. května – Jarmila Králíčková, hokejistka
- 13. května
  - Lubomír Mlčoch, ekonom
  - Ladislav Šustr, politik
  - Petr Hapka, hudebník, skladatel, zpěvák a dirigent († 25. listopadu 2014)
- 16. května – Martin Rajniš, architekt a urbanista
- 18. května – Přemysl Sobotka, předseda Senátu Parlamentu České republiky
- 21. května
  - Petr Macek, teolog
  - Consuela Morávková, herečka, instruktorka jógy
- 23. května
  - František Pinc, politik
  - Ivan Jilemnický, sochař, grafik a ilustrátor († 3. května 2012)
- 27. května – Alex Koenigsmark, spisovatel, dramatik a scenárista († 23. ledna 2013)
- 1. června – Petra Skoupilová, fotografka († 19. května 2023)
- 3. června – Milan Balabán, politik a projektant († 9. ledna 2020)
- 4. června – Zdeňka Čechová, výtvarnice, multimediální umělkyně, režisérka, choreografka
- 7. června – Jiří Hůla, výtvarník, grafik, publicista, teoretik výtvarného umění († 23. září 2022)
- 10. června – Josef Dovalil, vysokoškolský pedagog a sportovní činovník († 4. července 2024)
- 11. června – Helena Hrychová, překladatelka z angličtiny
- 14. června – Ladislav Janouch, sochař
- 23. června – Karel Pokorný, malíř
- 3. července
  - Václav Nájemník, politik
  - Jaroslav Kaňkovský, herec († 3. června 2014)
- 6. července – Ivan Pilný, politik a podnikatel v oboru informačních technologií
- 9. července – Jiří Holík, hokejista
- 15. července – Petr Prouza, spisovatel a novinář
- 19. července – Miroslav Kokoška, hráč na marimbu a hudební skladatel († 13. května 2005)
- 24. července – Eva Syková, politička, lékařka a vědkyně
- 29. července – Miloš Havelka, filosof a sociolog
- 30. července – Ladislav Hojný, akademický malíř, ilustrátor, grafik a typograf
- 4. srpna – Ivan Foltýn, politik
- 7. srpna – František Benda, chemik a politik († 1. ledna 2017)
- 10. srpna – Miroslav Fokt, fotograf
- 17. srpna – Ivana Karbanová, herečka
- 18. srpna – Petr Pavlovský, teatrolog, kritik umění, estetik
- 21. srpna – Marian Karel, sklářský výtvarník, sochař
- 22. srpna – Antonín Matzner, klavírista, spisovatel, producent, hudební režisér a dramaturg († 16. října 2017)
- 24. srpna – Rudolf Papežík, herec
- 25. srpna – Alfréd Michalík, politik ČSSD
- 26. srpna – Jan Měšťák, plastický chirurg
- 29. srpna – Markéta Luskačová, fotografka
- 2. září – Václav Dušek, spisovatel-prozaik a scenárista
- 4. září – Vladimír Guma Kulhánek, baskytarista
- 6. září – Dana Cejnková, archeoložka
- 7. září – Ivo Pešák, komik, hudebník, klarinetista, zpěvák a malíř († 9. května 2011)
- 11. září
  - Carmen Mayerová, herečka
  - Josef Unger, archeolog, sociokulturní antropolog
- 13. září – Jan Konfršt, filozof
- 14. září
  - František Janeček, producent, klávesista a kapelník
  - Jiří Suchomel, architekt
- 15. září – Josef Vavroušek, ekolog, publicista a politik († 18. března 1995)
- 16. září – Václav Migas, fotbalista († 23. září 2000)
- 18. září – Ivan Theimer, sochař
- 23. září – Ivan Martin Jirous, básník, publicista a výtvarný kritik († 9. listopadu 2011)
- 28. září – Miloš Zeman, prezident České republiky
- 5. října – Karel Kovanda, diplomat
- 8. října – František Beneš, geograf a politik
- 9. října – Blanka Stárková, překladatelka
- 10. října – Jan Suchý, hokejista († 24. srpna 2021)
- 11. října – Ivan Chrz, rozhlasový režisér
- 16. října
  - Ctibor Turba, herec nonverbálního divadla, mim, scenárista, pedagog a režisér
  - Jindřich Šilhán, astronom a pedagog († 10. dubna 2000)
- 17. října – Jana Altmannová, herečka a loutkoherečka († 30. října 2021)
- 21. října – Svatopluk Fučík, matematik († 18. května 1979)
- 22. října
  - Miroslav Pátek, politik, primátor Ústí nad Labem († 20. února 2009)
  - Miroslav Berka, hráč na klávesové nástroje († 19. května 1987)
- 26. října
  - Helena Mallotová, cizojazyčná redaktorka, překladatelka a politička
  - Jan Obermayer, hudebník
- 31. října – Jana Koubková, jazzová zpěvačka
- 1. listopadu – Karel Jungwiert, právník
- 4. listopadu – Milada Emmerová, lékařka a politička ČSSD
- 10. listopadu – Vladimír Kouřil, jazzový publicista
- 11. listopadu
  - Marie Bláhová, historička
  - Hubert Krejčí, dramatik, divadelní režisér, herec, mim, překladatel
  - Aleš Skřivan, historik
- 12. listopadu – Jiří Pecha, divadelní a televizní herec († 28. února 2019)
- 17. listopadu – Jiřina Čermáková, pozemní hokejistka, stříbrná medaile z olympiády v Moskvě († 17. listopadu 2019)
- 18. listopadu – Helena Štáchová, loutkoherečka, zpěvačka, scenáristka, režisérka († 22. března 2017)
- 21. listopadu
  - Michael Aschermann, lékař, kardiolog
  - Stanislav Slavický, antropolog, publicista, filmový dokumentarista a diplomat
- 25. listopadu – Jiří Bureš, duchovní církve československé husitské a politik († 7. dubna 2010)
- 26. listopadu – Ladislav Klein, kytarista, klávesista, flétnista
- 27. listopadu – Milan Kunc, malíř
- 29. listopadu – Ivan Kočárník, ministr financí ČR, místopředseda vlády Václava Klause
- 7. prosince – Miroslav Macek, stomatolog, publicista, překladatel, politický komentátor a politik († 1. května 2024)
- 8. prosince – Milan Drobný, zpěvák a producent
- 9. prosince – Milan Vácha, akademický sochař
- 17. prosince – Giedrė Lukšaitė-Mrázková, cembalistka a varhanice
- 20. prosince – Pavel Štecha, fotograf († 20. července 2004)
- 29. prosince – Tomáš Laně, turkolog, diplomat a překladatel

### Svět
- 1. ledna
  - Umar al-Bašír, prezident Súdánu

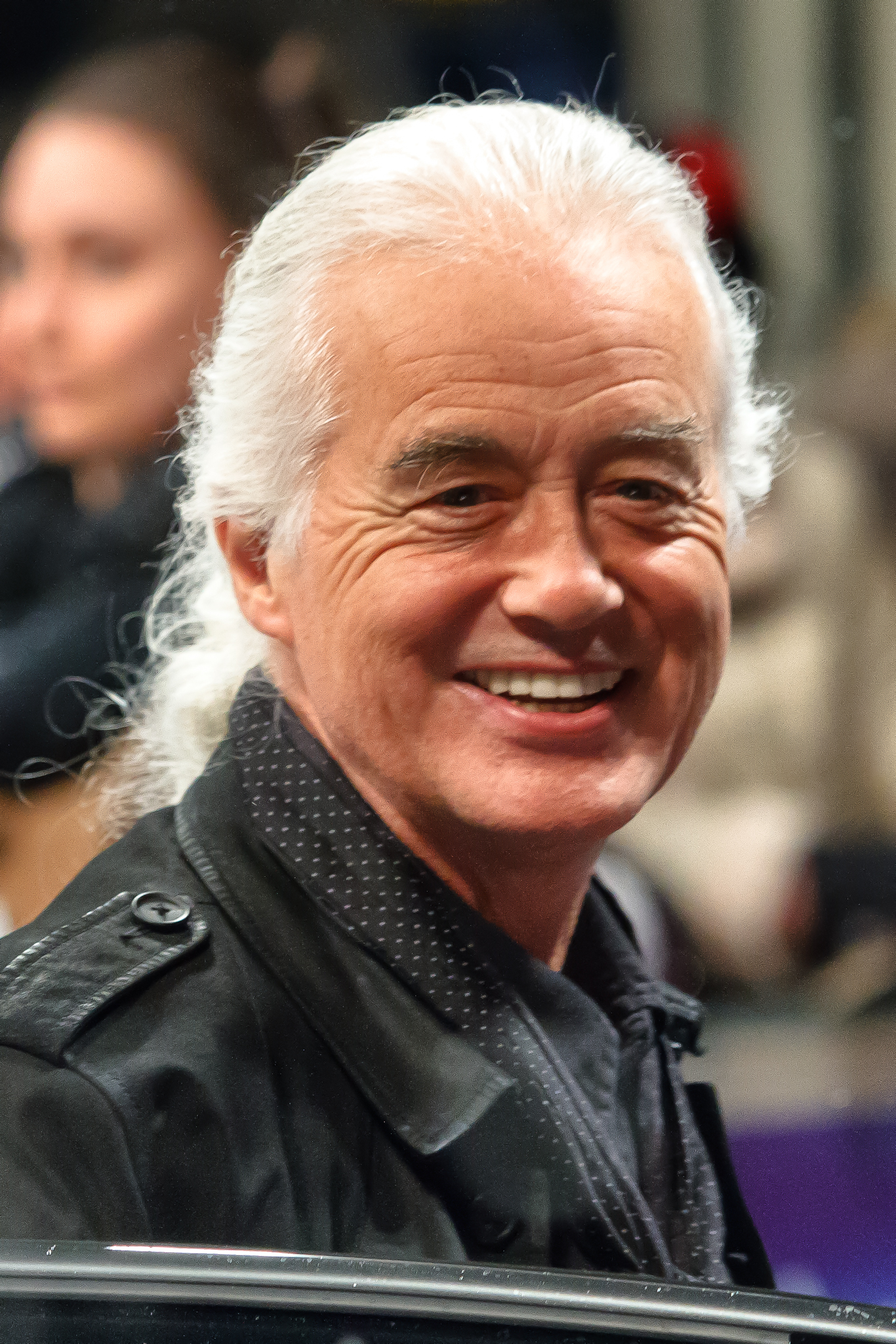
Jimmy Page (* 9. ledna)

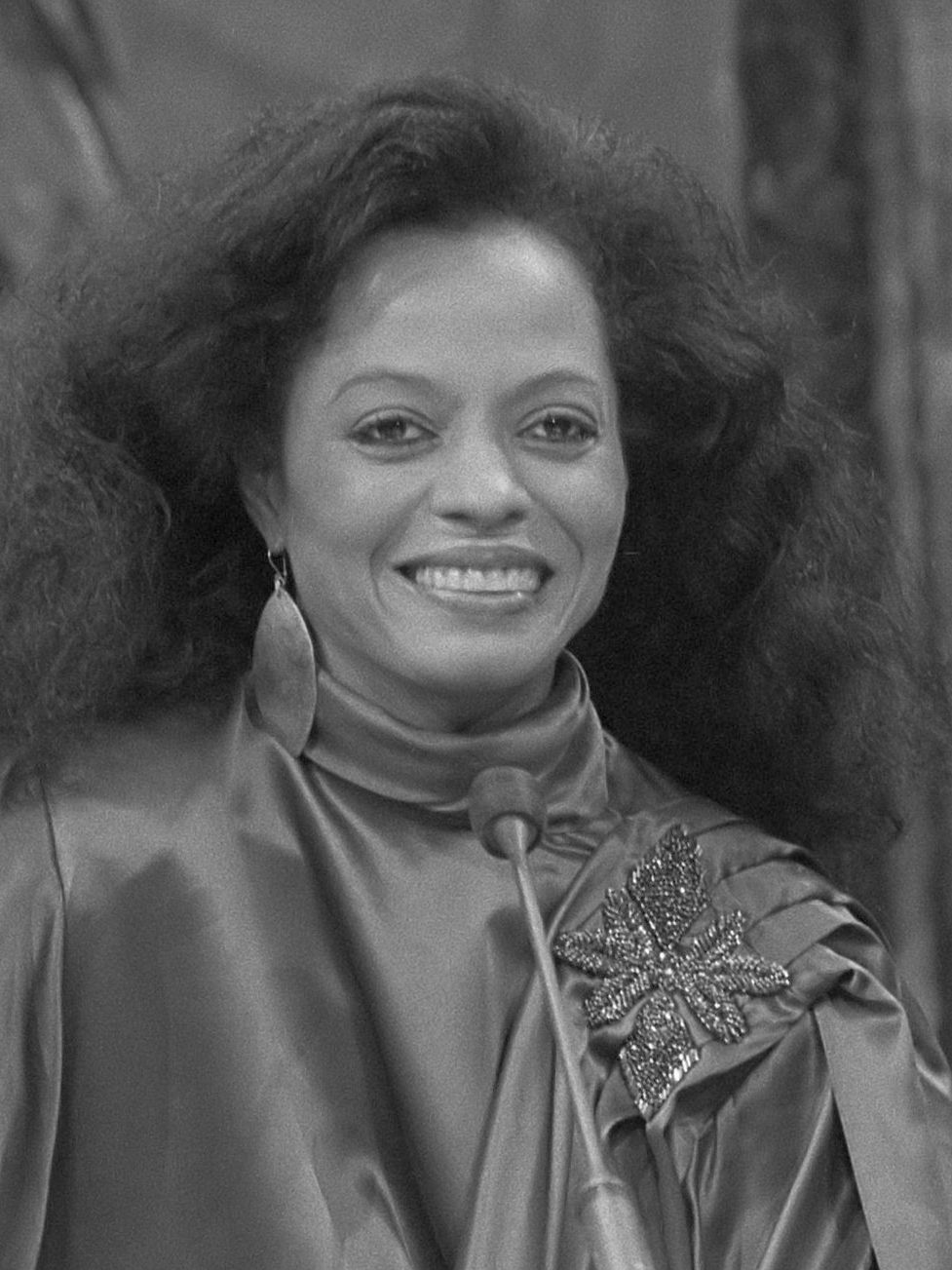
Diana Rossová (* 26. března)

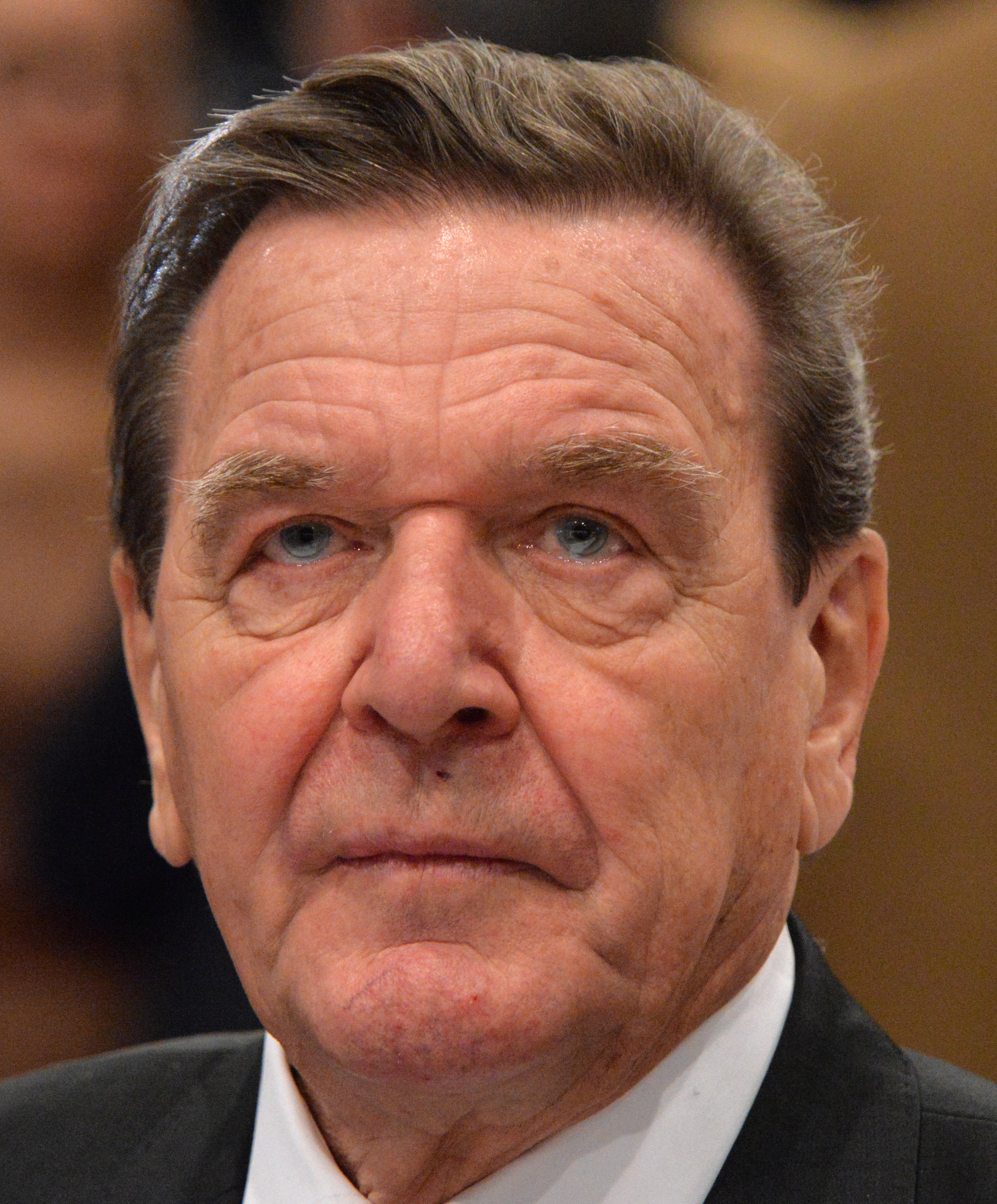
Gerhard Schröder (* 7. dubna)

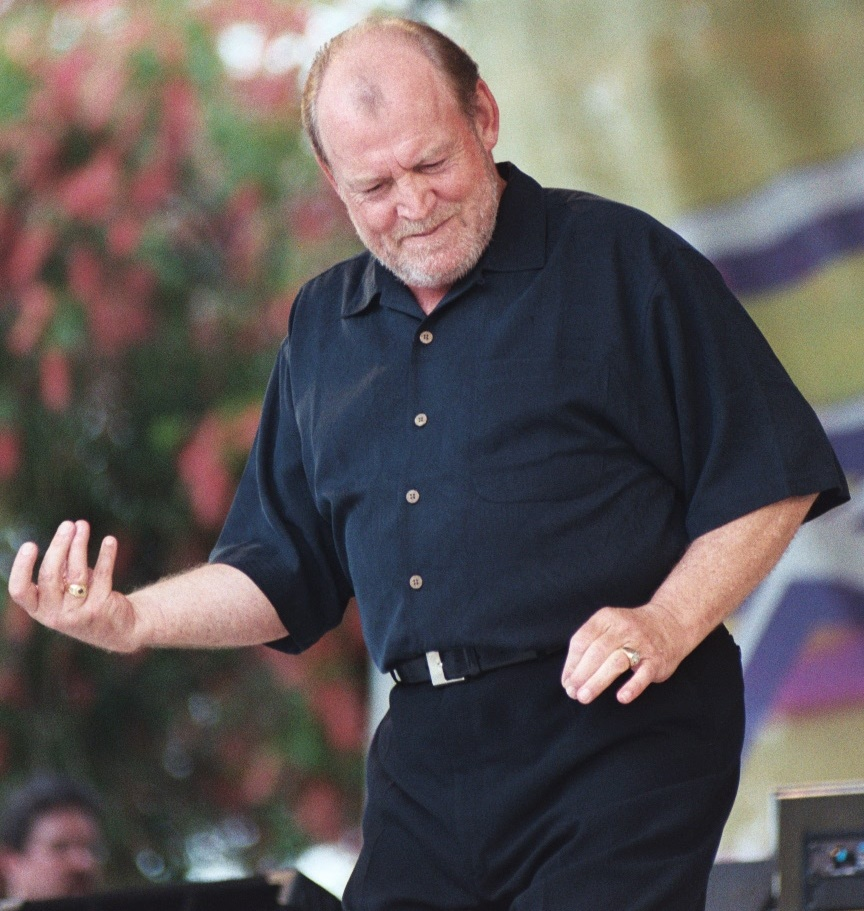
Joe Cocker (* 20. května)

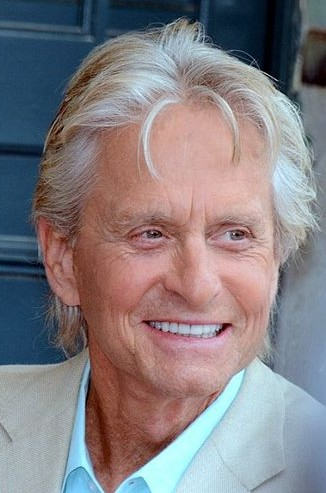
Michael Douglas (* 25. září)

  - Ján Čarnogurský, československý a slovenský politik, disident
  - Mati Unt, estonský spisovatel, dramaturg a kritik († 22. srpna 2005)
  - Vjačeslav Cugba, premiér Abcházie
- 6. ledna
  - Joyce Dunbar, anglická spisovatelka
  - Alan Stivell, francouzský hudebník
- 8. ledna
  - Terry Brooks, americký spisovatel fantasy
  - Joel DiGregorio, americký countryový klávesista († 12. října 2011)
- 9. ledna
  - Massimiliano Fuksas, italský architekt
  - Jimmy Page, anglický hudebník
- 10. ledna
  - Rory Byrne, jihoafrický konstruktér automobilů
  - Gianluigi Trovesi, italský jazzový saxofonista a klarinetista
- 12. ledna
  - Jim Gray, americký informatik
  - Joe Frazier, americký boxer, profesionální mistr světa v těžké váze († 7. listopadu 2011)
  - Jack Schroer, americký saxofonista († 23. června 1995)
- 14. ledna – Peter Repka, slovenský básník, prozaik, dramatik
- 15. ledna – Jenny Nimmová, britská spisovatelka
- 16. ledna
  - Dieter Moebius, švýcarský hudebník († 20. července 2015)
  - Jill Tarterová, americká astronomka
- 17. ledna
  - Françoise Hardyová, francouzská zpěvačka († 11. června 2024)
  - Jan Guillou, švédský spisovatel a novinář
- 18. ledna
  - Paul Keating, ministerský předseda Austrálie
  - Larry Smith, britský bubeník
- 19. ledna
  - Shelley Fabaresová, americká herečka a zpěvačka
  - Thom Mayne, americký architekt
- 20. ledna
  - Margaret Avery, americká herečka a zpěvačka
  - Nancy Chodorowová, americká feministka, teoretička genderu a psychoanalýzy
- 23. ledna – Rutger Hauer, nizozemský divadelní, televizní a filmový herec († 19. července 2019)
- 24. ledna
  - David Gerrold, americký spisovatel
  - Klaus Nomi, německý herec, zpěvák, kabaretiér († 6. srpna 1983)
- 25. ledna
  - Paule Constantová, francouzská spisovatelka
  - Bernard Tschumi, francouzský architekt a teoretik architektury
- 26. ledna – Angela Davisová, americká krajně levicová aktivistka a feministka
- 27. ledna
  - Mairead Maguire, irská mírová aktivistka, Nobelova cena za mír 1976
  - Nick Mason, bubeník artrockové skupiny Pink Floyd
  - Kevin Coyne, anglický písničkář, malíř, filmař a spisovatel († 2. prosince 2004)
- 28. ledna – John Tavener, britský hudební skladatel († 12. listopadu 2013)
- 29. ledna – John Onaiyekan, nigerijský kardinál
- 31. ledna – Charlie Musselwhite, americký bluesový hráč na foukací harmoniku a kytaru
- 1. února – Christine Schorn, německá filmová a rozhlasová herečka
- 2. února
  - Antonio Cantafora, italský herec
  - Paolo Eleuteri Serpieri, italský komiksový ilustrátor a spisovatel
- 4. února – Miklós Páncsics, maďarský fotbalový reprezentant († 7. srpna 2007)
- 5. února
  - Al Kooper, americký skladatel, hudební producent a hudebník
  - Bill Mays, americký jazzový klavírista
- 8. února
  - Eberhard Petzold, německý fotograf
  - Sebastião Salgado, brazilský dokumentární fotograf
- 9. února – Alice Walkerová, afroamerická spisovatelka a feministka
- 10. února – Jean-Daniel Cadinot, francouzský režisér, producent filmů s homosexuální tematikou a fotograf († 23. dubna 2008)
- 11. února – Lordan Zafranović, chorvatský režisér
- 14. února
  - Carl Bernstein, americký novinář a spisovatel
  - Alan Parker, britský filmový režisér, scenárista a producent († 31. července 2020)
  - Ronnie Peterson, švédský automobilový závodník († 11. září 1978)
- 15. února
  - Mick Avory, anglický hudebník
  - Henry Threadgill, americký jazzový saxofonosta, flétnista a hudební skladatel
  - Džochar Dudajev, první prezident separatistické Čečenské republiky Ičkérie († 21. dubna 1996)
- 17. února – Karl Jenkins, velšský hudebník a skladatel
- 20. února
  - Ja'akov Peri, izraelský ředitel zpravodajské služby Šin Bet
  - Lew Soloff, americký jazzový trumpetista, skladatel a herec († 8. března 2015)
- 22. února
  - Jonathan Demme, americký filmový režisér, producent a scenárista († 26. dubna 2017)
  - Mark Charig, britský kornetista a trumpetista
  - Felice Picano, americký spisovatel
- 23. února
  - Bernard Cornwell, britský spisovatel, autor historických románů
  - Johnny Winter, americký bluesový kytarista, zpěvák († 16. července 2014)
- 24. února
  - David J. Wineland, americký fyzik, Nobelova cena 2012
  - José Luis Lacunza Maestrojuán, panamský kardinál
  - Ivica Račan, předseda chorvatské vlády († 29. dubna 2007)
  - Nicky Hopkins, anglický rockový pianista († 6. září 1994)
- 25. února – François Cevert, francouzský automobilový závodník († 6. října 1973)
- 26. února – Ronald Lauder, americký podnikatel, filantrop a sběratel umění
- 27. února – Roger Scruton, britský filosof, estetik, politolog, spisovatel a hudebník († 12. ledna 2020)
- 28. února
  - Kelly Bishop, americká herečka a tanečnice
  - Sepp Maier, německý fotbalový brankář
  - Storm Thorgerson, anglický grafik († 18. dubna 2013)
- 1. března
  - Mike d'Abo, britský zpěvák a skladatel
  - Roger Daltrey, zpěvák, textař, zakladatel britské skupiny The Who
- 2. března – Pavol Mikulík, slovenský herec († 27. listopadu 2007)
- 4. března – Bobby Womack, americký zpěvák († 27. června 2014)
- 5. března – Frank Rühle, německý veslař, olympijský vítěz
- 9. března – Trevor Burton, britský baskytarista a kytarista
- 13. března – Jozef Markuš, slovenský politik a předseda Matice slovenské († 3. března 2025)
- 14. března – Jozef Žarnay, slovenský spisovatel
- 15. března
  - Nebahat Çehre, turecká herečka, modelka a zpěvačka
  - Joachim Kühn, německý jazzový klavírista
- 16. března – Andrew S. Tanenbaum, nizozemský profesor informatiky
- 17. března
  - Pattie Boydová, anglická fotografka
  - John Sebastian, americký zpěvák
- 19. března
  - Tom Constanten, americký klávesista
  - Sirhan Bishara Sirhan, vrah Roberta Kennedyho
- 20. března – Dieter Grahn, východoněmecký veslař, olympijský vítěz
- 21. března – David Lindley, americký hudebník a multiinstrumentalista
- 23. března
  - Winston Groom, americký romanopisec a spisovatel literatury faktu
  - Michael Nyman, anglický hudební skladatel
- 24. března – Vojislav Koštunica, prezident Svazové republiky Jugoslávie
- 26. března – Diana Rossová, americká zpěvačka a herečka
- 29. března – Terry Jacks, kanadský zpěvák a skladatel
- 31. března – Mick Ralphs, britský kytarista a skladatel († 23. června 2025)
- 4. dubna – David Nicolle, britský historik
- 5. dubna
  - János Martonyi, maďarský politik a diplomat
  - Evan Parker, anglický saxofonista
- 7. dubna
  - Makoto Kobajaši, japonský fyzik, Nobelova cena 2008
  - Gerhard Schröder, spolkový kancléř Spolkové republiky Německo
- 8. dubna
  - Ján Bahna, slovenský architekt a pedagog († 21. dubna 2024)
  - Hywel Bennett, velšský filmový a televizní herec († 25. července 2017)
  - Deke Richards, americký hudební producent a skladatel († 24. března 2013)
  - Keef Hartley, britský bubeník a kapelník († 26. listopadu 2011)
- 12. dubna
  - John Kay, kanadský zpěvák, skladatel a kytarista
  - Ľubomír Roman, slovenský herec a politik († 13. března 2022)
- 13. dubna – Jack Casady, americký baskytarista
- 14. dubna – Nguyễn Phú Trọng, generální tajemník Vietnamské komunistické strany
- 15. dubna – Dave Edmunds, velšský rockový kytarista a hudební producent
- 18. dubna – Robert Hanssen, americký agent FBI a špión pro Sovětský svaz († 5. června 2023)
- 19. dubna – James Heckman, americký ekonom, Nobelova cena 2000
- 20. dubna – Konrad Feilchenfeldt, švýcarsko-německý literární teoretik
- 21. dubna – Guity Novin, kanadská malířka a kreslířka
- 22. dubna
  - Joshua Rifkin, americký dirigent
  - Steve Fossett, americký miliardář a dobrodruh († 3. září 2007)
- 24. dubna – Tony Visconti, americký hudební producent a hudebník
- 29. dubna – Hermann Scheer, předseda Světové rady pro obnovitelné zdroje energie († 14. října 2010)
- 30. dubna – Jon Bing, norský právník a spisovatel vědeckofantastické literatury
- 1. května – Costa Cordalis, řecko–německý zpěvák pop music a kytarista († 2. července 2019)
- 2. května – Bob Henrit, anglický bubeník
- 5. května
  - John Rhys-Davies, britský herec a pedagog velšského původu
  - Roger Rees, velšský herec († 10. července 2015)
- 8. května – Gary Glitter, anglický glam rockový zpěvák a skladatel
- 9. května
  - Richie Furay, americký zpěvák, kytarista a hudební skladatel
  - Christian de Portzamparc, francouzský architekt
  - Lars Norén, švédský básník a dramatik († 26. ledna 2021)
- 10. května
  - Jim Abrahams, americký filmový režisér a scenárista
  - Marie-France Pisier, francouzská herečka, scenáristka a režisérka († 24. dubna 2011)
- 12. května – Chris Patten, poslední guvernér Hongkongu
- 14. května – George Lucas, americký filmový režisér
- 15. května
  - Ulrich Beck, německý sociolog († 1. ledna 2015)
  - Peter Mayhew, britsko-americký herec († 30. dubna 2019)
  - Miruts Yifter, etiopský běžec, olympijský vítěz († 22. prosince 2016)
- 16. května
  - Billy Cobham, jazzový bubeník
  - Danny Trejo, americký herec a producent
- 18. května
  - Martin Porubjak, slovenský dramatik, scenárista, překladatel, režisér a politik († 27. března 2015)
  - Winfried Georg Sebald, německý literární vědec a spisovatel († 14. prosince 2001)
  - Albert Hammond, anglický zpěvák, kytarista a hudební producent
- 20. května
  - Joe Cocker, anglický rockový a bluesový zpěvák († 22. prosince 2014)
  - Matan Vilnaj, izraelský politik
  - David Walker, americký astronaut († 23. dubna 2001)
- 21. května – Mary Robinsonová, prezidentka Irska
- 22. května – John Flanagan, australský spisovatel
- 23. května
  - John Newcombe, australský tenista
  - Volkmar Weiss, německý genetik
- 24. května – Patti LaBelle, americká zpěvačka, skladatelka a herečka
- 25. května – Tim Page, britský fotožurnalista
- 26. května – Verden Allen, britský varhaník
- 28. května
  - Rudy Giuliani, starosta New Yorku
  - Gladys Knight, americká zpěvačka a herečka
  - Jean-Pierre Léaud, francouzský herec
  - Paul Scully-Power, americký astronaut a oceánograf
- 29. května
  - Helmut Berger, rakouský herec († 18. května 2023)
  - Maurice Bishop, grenadský politik a revolucionář († 19. října 1983)
- 2. června – Marvin Hamlisch, americký hudební skladatel († 6. srpna 2012)
- 3. června – Edith McGuire, americká sprinterka, olympijská vítězka
- 4. června – Michelle Phillips, americká zpěvačka, skladatelka a herečka
- 5. června
  - Jon Kabat-Zinn, profesor medicíny a zakladatel Kliniky pro snižování stresu
  - Tommie Smith, americký sprinter, olympijský vítěz
  - Whitfield Diffie, americký informatik
- 6. června
  - Edgar Froese, německý hudebník († 20. ledna 2015)
  - Monty Alexander, jamajský klavírista
- 7. června – Clarence White, americký kytarista a zpěvák († 14. července 1973)
- 8. června
  - Marc Ouellet, kanadský kardinál
  - Boz Scaggs, americký zpěvák, skladatel a kytarista
- 11. června – James van Hoften, americký astronaut
- 13. června
  - Franz Caramelle, rakouský kunsthistorik
  - Pan Ki-mun, generální tajemník OSN
- 15. června
  - Gudrun Wagnerová, manželka Wolfganga Wagnera a spoluorganizátorka Hudebních slavností v Bayreuthu († 28. listopadu 2007)
  - Inna Ryskalová, ázerbájdžánská volejbalistka
- 16. června
  - Pavol Balgavý, slovenský biofyzik a politik
  - Richard Barnes, britský zpěvák
- 17. června
  - Peter Giles, britský baskytarista a zpěvák
  - Chris Spedding, britský rockový a jazzový kytarista
  - Žanna Bičevská, ruská písničkářka
- 19. června
  - Richard Goldstein, americký novinář a spisovatel
  - Chico Buarque, brazilský hudebník, dramatik a spisovatel
- 20. června
  - Gavri'el Barkaj, izraelský archeolog
  - Herma Kennel, německá spisovatelka a ilustrátorka
- 21. června
  - Ray Davies, britský zpěvák, kytarista, skladatel
  - Jon Hiseman, anglický hudebník
  - Tony Scott, britský filmový režisér a producent († 19. srpna 2012)
- 23. června
  - Peter Bieri, švýcarský filozof a spisovatel
  - Efraim Israel, izraelský bohemista a překladatel
  - Maria João Pires, portugalská klavíristka
- 24. června
  - Jeff Beck, anglický rockový kytarista
  - Kathryn Laskyová, americká spisovatelka
  - Chris Wood, britský hudebník († 12. července 1983)
- 25. června – Dean Falková, americká antropoložka a paleoneuroložka
- 26. června
  - Bengt Pohjanen, švédský spisovatel, píšící švédsky, finsky a v meänkieli a kněz
  - Gennadij Zjuganov, první tajemník Komunistické strany Ruské federace
- 29. června
  - Elizardo Sánchez, kubánský aktivista v oblasti lidských práv
  - Seán Patrick O'Malley, americký kardinál
- 30. června
  - Ivan Štrpka, slovenský básník, textař, prozaik a překladatel
  - Raymond Moody, americký spisovatel, psycholog a lékař
- 4. července – Harvey Brooks, americký baskytarista, hudební skladatel
- 5. července – Geneviève Gradová, francouzská herečka
- 6. července – Bernhard Schlink, německý spisovatel
- 7. července
  - Warren Entner, americký rockový zpěvák, skladatel, varhaník a kytarista
  - Ondrej Herec, slovenský zakladatel teorie fantastiky († 22. října 2020)
  - Nikola II. Petrović-Njegoš, korunní princ černohorský
- 12. července – Simon Blackburn, anglický filozof
- 13. července – Ernő Rubik, maďarský vynálezce, sochař a profesor architektury
- 16. července – Thomas Boggs, americký hudebník († 5. května 2008)
- 17. července – Carlos Alberto Torres, brazilský fotbalista († 25. října 2016)
- 18. července
  - David Hemery, britský sprinter
  - Stanisław Gościniak, polský volejbalista
- 21. července – John Atta Mills, prezident Ghany († 24. července 2012)
- 22. července
  - Rick Davies, britsko-americký hudebník
  - Anand Satyanand, generální guvernér Nového Zélandu
- 24. července
  - Daniel Morelon, francouzský závodník v dráhové cyklistice, trojnásobný olympijský vítěz
  - Peter Toperczer, slovenský klavírista a hudební pedagog († 16. srpna 2010)
- 26. července
  - Louise Lake-Tack, generální guvernérka Antiguy a Barbudy
  - Stanislav Štepka, slovenský spisovatel, dramatik, režisér, scenárista, herec
- 27. července – Barbara Thompson, anglická jazzová saxofonistka, flétnistka a skladatelka
- 31. července
  - Geraldine Chaplinová, americká tanečnice a herečka
  - Robert C. Merton, americký ekonom, Nobelova cena 1997
- 1. srpna – Jurij Romaněnko, sovětský vojenský letec a kosmonaut
- 2. srpna
  - Naná Vasconcelos, brazilský jazzový perkusionista a zpěvák († 9. března 2016)
  - Jim Capaldi, anglický hudebník a hudební skladatel († 28. února 2005)
- 5. srpna – Polycarp Pengo, tanzanský kardinál
- 7. srpna
  - John Glover, americký herec
  - Robert Mueller, americký voják, právník a ředitel FBI
- 10. srpna – Barbara Erskinová, britská spisovatelka
- 11. srpna
  - Davey Payne, anglický saxofonista
  - Ian McDiarmid, skotský divadelní herec a režisér
- 15. srpna – Yoweri Museveni, prezident Ugandy
- 16. srpna
  - Russ Titelman, americký hudební producent a kytarista
  - Kevin Ayers, britský hudebník, zpěvák, kytarista a baskytarista († 18. února 2013)
- 17. srpna
  - Redžep Meidani, prezident Albánie
  - John Seiter, americký hudebník
- 18. srpna
  - Oscar Brashear, americký jazzový trumpetista († 7. července 2023)
  - Jean-Daniel Lafond, kanadský dokumentarista francouzského původu
  - Volker Lechtenbrink, německý televizní herec
- 20. srpna
  - Dušan Kabát, slovenský fotbalista
  - Rádžív Gándhí, 7. indický premiér († 21. května 1991)
- 21. srpna – Peter Weir, australský filmový režisér
- 22. srpna – Peter Hofmann, německý operní pěvec († 30. listopadu 2010)
- 24. srpna
  - Christine Chubbuck, americká televizní moderátorka († 15. června 1974)
  - Gregory Jarvis, americký astronaut († 28. ledna 1986)
- 25. srpna
  - Anthony Heald, americký herec
  - Pat Martino, americký jazzový kytarista italského původu († 1. listopadu 2021)
- 26. srpna – Maureen Tuckerová, americká hudebnice
- 27. srpna – Tim Bogert, americký rockový baskytarista a zpěvák
- 30. srpna – John Surman, britský jazzový saxofonista
- 31. srpna
  - Stephanie Coontz, americká spisovatelka a historička
  - Roger Dean, anglický umělec
  - Dietmar Huhn, německý herec
- 2. září – Claude Nicollier, švýcarský fyzik, pilot, manažer a astronaut
- 4. září – Gene Parsons, americký hudebník
- 6. září – Donna J. Haraway, americká bioložka, historička vědy a feministka
- 10. září
  - Élisabeth Roudinescová, francouzská historička a psychoanalytička
  - Art Tripp, americký chiropraktik a hudebník
- 11. září
  - Serge Haroche, francouzský fyzik, Nobelova cena 2012
  - Everaldo, brazilský fotbalista († 28. října 1974)
- 12. září – Barry White, americký producent, skladatel a zpěvák († 4. července 2003)
- 13. září
  - Jacqueline Bisset, britská modelka, herečka a producentka
  - Dolly Martin, anglická modelka a herečka
  - Leslie Harvey, skotský kytarista († 3. května 1972)
- 15. září – Mauro Piacenza, italský kardinál
- 16. září – Ard Schenk, nizozemský rychlobruslař, olympijský vítěz
- 17. září – Reinhold Messner, italský, německy mluvící horolezec, cestovatel a spisovatel
- 18. září
  - Cujoši Kunieda, japonský fotbalista
  - Charles Veach, americký astronaut († 3. října 1995)
- 23. září – Loren Shriver, americký letec a kosmonaut
- 24. září – Gilles Lipovetsky, francouzský filosof, sociolog, esejista
- 25. září – Michael Douglas, americký herec a producent
- 26. září
  - András Adorján, flétnista maďarského původu
  - Jean-Pierre Ricard, francouzský kardinál
  - Peter Turrini, rakouský dramatik
- 30. září
  - Anders Wijkman, švédský vědec, politik a futurolog
  - Jimmy Johnstone, skotský fotbalista († 13. března 2006)
- 1. října – Jonathan Culler, americký literární teoretik
- 2. října – Abas Arslanagić, jugoslávský házenkář
- 3. října – Pierre Deligne, belgický matematik
- 4. října
  - Eddie Gomez, portorický jazzový kontrabasista
  - Rocío Dúrcal, španělská herečka a zpěvačka († 26. března 2006)
- 6. října
  - Boris Michajlov, ruský hokejový útočník
  - Carlos Pace, brazilský automobilový závodník († 18. března 1977)
- 7. října – Martin Bútora, slovenský politik, sociolog, spisovatel, scenárista, překladatel
- 8. října – Jean-Marie Klinkenberg, belgický lingvista a sémiotik
- 9. října – John Entwistle, anglický baskytarista, textař, zpěvák a hráč na lesní roh († 27. června 2002)
- 10. října – Petar Žekov, bulharský fotbalista
- 12. října – Ton Koopman, dirigent, varhaník a cembalista
- 14. října – Udo Kier, německý herec
- 15. října
  - Sali Beriša, albánský prezident
  - David Trimble, britský politik, držitel Nobelovy ceny míru
- 16. října
  - Ivan Popovič, slovenský režisér, scenárista, spisovatel, animátor, výtvarník
  - Noëlle Châtelet, francouzská spisovatelka, herečka
- 17. října – Johnny Haynes, anglický fotbalista († 18. října 2005)
- 19. října – Peter Tosh, jamajský zpěvák, skladatel, kytarista († 11. září 1987)
- 25. října – Jon Anderson, britský rockový hudebník
- 26. října – Kenneth Ascher, americký jazzový klavírista, hudební skladatel
- 27. října – Piet Oudolf, nizozemský zahradní architekt, školkař a spisovatel
- 28. října
  - Marián Labuda, slovenský herec († 5. ledna 2018)
  - Coluche, francouzský herec, komik a humanitární aktivista († 19. června 1986)
- 29. října
  - Magdalena Zawadzka, polská divadelní, filmová a televizní herečka
  - Denny Laine, anglický písničkář a multiinstrumentalista († 5. prosince 2023)
- 31. října
  - Alberto Fernández de Rosa, argentinský herec
  - Zoltán Pásztory, maďarský hudebník († 1. května 2005)
- 1. listopadu – Rafík Harírí, premiér Libanonu († 14. února 2005)
- 2. listopadu
  - Keith Emerson, britský rockový klávesista a hudební skladatel († 10. března 2016)
  - Jeffrey Hoffman, americký astronaut
  - Alex Metreveli, sovětský tenista gruzínské národnosti
  - Patrice Chéreau, francouzský režisér a herec († 7. října 2013)
- 6. listopadu
  - Gerallt Lloyd Owen, velšský básník († 15. července 2014)
  - Bill Henderson, kanadský kytarista, zpěvák a hudební skladatel
  - Wild Man Fischer, americký hudebník a skladatel († 16. června 2011)
- 7. listopadu – Luigi Riva, italský fotbalista († 22. ledna 2024)
- 9. listopadu – Fedor Vico, slovenský karikaturista
- 10. listopadu
  - Askar Akajev, fyzik, prezident Kyrgyzstánu
  - Tim Rice, britský textař a libretista
- 12. listopadu – Booker T. Jones, americký hudební producent, skladatel, klávesista a multiinstrumentalista
- 14. listopadu
  - George Cables, americký jazzový klavírista a hudební skladatel
  - Michel Maffesoli, francouzský sociolog
- 17. listopadu
  - John-David F. Bartoe, americký astrofyzik a astronaut
  - Danny DeVito, americký herec
  - Rem Koolhaas, nizozemský architekt
  - Gene Clark, americký zpěvák a hudební skladatel († 24. května 1991)
- 21. listopadu – Harold Ramis, americký scenárista, režisér, producent, herec († 24. února 2014)
- 24. listopadu
  - Bev Bevan, anglický rockový hudebník
  - Jicchak Mordechaj, izraelský generál a ministr
  - Candy Darling, americká herečka († 21. března 1974)
- 25. listopadu
  - Mark Minkov, ruský hudební skladatel († 29. května 2012)
  - Maarten ’t Hart, nizozemský spisovatel
- 26. listopadu – Ans Schutová, nizozemská rychlobruslařka, olympijská vítězka
- 28. listopadu – Daniel Duval, francouzský filmový a televizní herec a režisér († 10. října 2013)
- 29. listopadu – Twink, anglický rockový bubeník, skladatel a herec
- 1. prosince
  - Pierre Arditi, francouzský divadelní a filmový herec
  - Tahar Ben Jelloun, marocký prozaik, básník, esejista a novinář
  - Eric Bloom, americký zpěvák, skladatel a hudebník
  - John Densmore, bubeník skupiny The Doors
- 2. prosince
  - Botho Strauß, německý spisovatel a dramatik
  - Ibrahim Rugova, prezident Kosova († 21. ledna 2006)
- 3. prosince – Thierry Boon-Falleur, belgický genetik
- 4. prosince
  - Chris Hillman, americký hudebník
  - Dennis Wilson, americký rockový hudebník († 28. prosince 1983)
- 6. prosince – Ron Kenoly, gospelový zpěvák
- 8. prosince – Mike Botts, americký bubeník († 9. prosince 2005)
- 9. prosince – Neil Innes, britský zpěvák a spisovatel († 29. prosince 2019)
- 10. prosince – Andris Bērziņš, prezident Lotyšska
- 12. prosince – Alex Acuña, peruánský jazzový bubeník a perkusionista
- 15. prosince
  - Morgan Paull, americký herec († 17. července 2012)
  - Chico Mendes, brazilský ekologický aktivista, politik († 22. prosince 1988)
- 16. prosince
  - John Abercrombie, americký kytarista progresivního jazzu († 22. srpna 2017)
  - N!xau, namibijský herec, Křovák († 1. července 2003)
- 17. prosince
  - Bernard Hill, anglický herec († 5. května 2024)
  - Dino Dines, britský rockový klávesista († 28. ledna 2004)
  - Timo K. Mukka, finsko-laponský spisovatel a malíř († 27. března 1973)
- 19. prosince
  - Mitchell Feigenbaum, americký matematický fyzik († 30. června 2019)
  - Richard Leakey, keňský politik a paleontolog († 2. ledna 2022)
  - William Christie, francouzský dirigent a cembalista amerického původu
  - Alvin Lee, anglický rockový kytarista a zpěvák († 6. března 2013)
- 20. prosince – Bobby Colomby, americký jazzrockový bubeník
- 23. prosince
  - Wesley Clark, generál armády Spojených států
  - Samuel Mockbee, americký architekt († 30. prosince 2001)
- 24. prosince
  - Oswald Gracias, indický kardinál
  - Erhard Keller, západoněmecký rychlobruslař. olympijský vítěz
  - Balthasar Burkhard, švýcarský fotograf († 16. dubna 2010)
  - Woody Shaw, americký jazzový hudební skladatel, hráč na trubku († 10. května 1989)
- 25. prosince
  - Jairzinho, brazilský fotbalista
  - Henry Vestine, americký kytarista († 20. října 1997)
- 27. prosince
  - Mick Jones, anglický kytarista, skladatel a hudební producent
  - Jo Maso, francouzský ragbista
- 28. prosince – Kary Mullis, americký chemik, Nobelova cena za chemii 1993 († 7. srpna 2019)
- 29. prosince – Gilbert Adair, skotský spisovatel, básník, filmový kritik, novinář a překladatel († 8. prosince 2011)

## Úmrtí
Automatický abecedně řazený seznam viz Kategorie:Úmrtí v roce 1944

### Česko

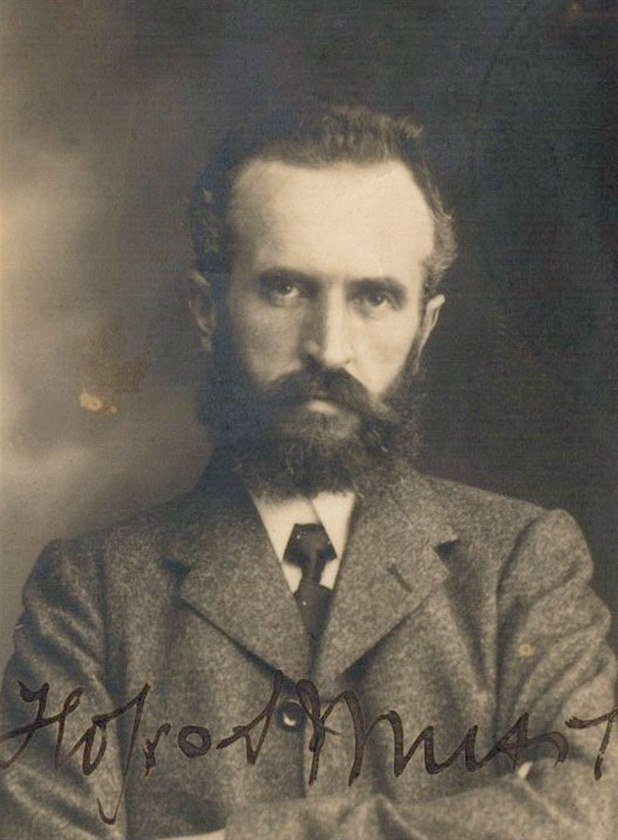
Alois Musil († 12. dubna)

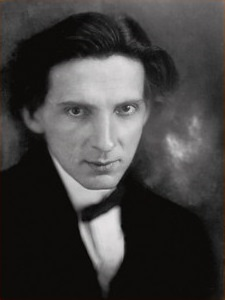
Alberto Vojtěch Frič († 4. prosince)

- 1. ledna – František Blažek, architekt (* 1863)
- 5. ledna – František Bílek, sochař a legionář (* 27. dubna 1889)
- 7. ledna – Miroslav Novák, vojenský lékař (* 5. května 1906)
- 11. ledna
  - Arnošt Hofbauer, malíř a grafik (* 26. dubna 1869)
  - Zikmund Václav Halka-Ledóchowski, kanovník olomoucké kapituly (* 21. ledna 1861)
- 16. ledna
  - Ladislav Haškovec, lékař, profesor neuropatologie (* 18. května 1866)
  - Láďa Novák, malíř (* 7. října 1865)
- 31. ledna – J. L. Topol, spisovatel (* 12. února 1878)
- 9. února – František Žilka, evangelický teolog (* 1. června 1871)
- 15. února – Vladimír Makovický, podnikatel a politik (* 26. dubna 1862)
- 17. února – Ivan Markovič, politik, meziválečný poslanec a ministr (* 3. června 1888)
- 23. února
  - Josef Sýkora, astronom a astrofyzik (* 28. ledna 1874)
  - Adolf Truksa, spisovatel a překladatel (* 12. říjen 1864)
- 4. března – Gilbert Helmer, opat kláštera v Teplé (* 2. ledna 1864)
- 9. března – Karel Škorpil, archeolog (* 15. července 1859)
- 13. března – Pavel Kohn-Kubín, vojenský pilot (* 10. června 1913)
- 14. března – Josef Böhr, politik německé národnosti (* 21. listopadu 1862)
- 21. března – Ľudovít Okánik, kněz a politik (* 15. srpna 1869)
- 29. března – Leopold Procházka, jeden z prvních českých buddhistů (* 23. listopadu 1879)
- 2. dubna – František Hybš, politik (* 15. srpna 1868)
- 3. dubna – Karel Douša, hudební skladatel, varhaník a sbormistr (* 28. ledna 1876)
- 4. dubna – Karel Weis, skladatel a sběratel lidových písní (* 13. února 1862)
- 6. dubna – Alexandr Sommer Batěk, popularizátor vědy, pacifista a esperantista (* 15. června 1874)
- 11. dubna – Čeněk Vosmík, sochař (* 5. dubna 1860)
- 12. dubna – Alois Musil, orientalista a arabista (* 30. června 1868)
- 17. dubna – Ludvík Herzl, sochař, medailér a malíř (* 14. července 1877)
- 20. dubna – Stanislav Srazil, voják a příslušník výsadku Antimony (* 7. května 1919)
- 27. dubna – Hanuš Jelínek, básník, divadelní kritik, překladatel (* 3. září 1878)
- 30. dubna
  - Jaroslav Čihák, generál, příslušník Obrany národa a zahraničního odboje ve Velké Británii (* 24. července 1891)
  - Hugo Bergmann, politik (* 19. srpna 1870)
- 7. května
  - František Kobzík, veslař, voják a příslušník výsadku Carbon (* 22. března 1914)
  - Josef Vanc, voják a příslušník výsadku Carbon (* 4. února 1915)
- 12. května
  - Jindřich Vichra, básník (* 1. října 1918)
  - Jindřich Janotta, slezský politik a podnikatel (* 18. dubna 1856)
- 13. května – Vladimír Hauptvogel, voják, příslušník výsadku Chalk (* 8. února 1914)
- 16. května – Josef Petřík, geodet a vysokoškolský pedagog (* 22. března 1866)
- 20. května – Václav Kindl, voják a velitel výsadku Intransitive (* 25. srpna 1916)
- 2. června – Bohumil Fidler, hudební skladatel a dirigent (* 27. května 1860)
- 7. června
  - Emanuel Chobot, levicový politik polské národnosti (* 1. ledna 1881)
  - František Čuřík, matematik (* 23. června 1876)
- 9. června – Isidor Vondruška, kněz, hagiograf a spisovatel (* 8. února 1865)
- 11. června – Vojtěch Preissig, malíř a účastník protinacistického odboje (* 31. července 1873)
- 14. června
  - Max Kühn, liberecký architekt (* 8. října 1877)
  - Lubor Niederle, slavista, antropolog, etnolog a archeolog (* 20. září 1865)
- 16. června – Jaroslav Kotásek, voják a příslušník výsadku Spelter (* 31. července 1917)
- 23. června – Jaroslav Odstrčil, voják a velitel výsadku Calcium (* 6. listopadu 1912)
- 25. června – Alois Stompfe, předseda české advokátní komory (* 7. dubna 1868)
- 26. června – Franz Heller, československý politik německé národnosti (* 22. září 1878)
- 27. června
  - Věra Menčíková, československo-britská šachová mistryně (* 16. února 1906)
  - Olga Menčíková, šachistka (* 16. února 1908)
  - Milan Hodža, předseda vlády (* 1. února 1878)
- 10. července – Hanuš Hachenburg, mladý básník terezínského ghetta (* 12. července 1929)
- 14. července – Josef Bedřich Cinibulk, učitel, vlastenec a propagátor turistiky (* 18. dubna 1876)
- 19. července – Blažena Blažejová, herečka (* 1867)
- 28. července – Josef Schinzel, světící biskup olomoucké diecéze (* 15. března 1869)
- 2. srpna – Vilém Koleš, publicista, spisovatel a historik (* 28. května 1869)
- 5. srpna – Antonín Blažek, architekt (* 22. února 1874)
- 12. srpna – Václav Schuster, národohospodář a politik (* 7. dubna 1871)
- 18. srpna – Pavel Altschul, novinář, fotograf a vydavatel (* 17. května 1900)
- 22. srpna – Josef Vraštil, představený Československé provincie Tovaryšstva Ježíšova (* 12. března 1878)
- 23. srpna – Jaroslav Vacek, legionář a odbojář (* 10. listopadu 1894)
- 26. srpna – Julie Wohryzková, snoubenka Franze Kafky (* 28. února 1891)
- srpen – Oskar Rosenfeld, židovský spisovatel a novinář (* 13. května 1884)
- 1. září – Leopold Pölzl, starosta Ústí nad Labem (* 14. listopadu 1879)
- 3. září – František Drdla, houslista a hudební skladatel (* 28. listopadu 1868)
- 11. září
  - Bohuslav Nocar, voják a příslušník výsadku Silica-North (* 22. října 1920)
  - Rudolf Hrubec, voják a velitel výsadku Silica-North (* 19. listopadu 1914)
- 13. září – Josef Ouředník, účastník protinacistického odboje (* 20. března 1901)
- 18. září – František Geisler, československý důstojník a kapitán v Britské armádě (* 25. července 1918)
- 22. září – Josef Kholl, generál, bojovník proti nacismu (* 22. července 1914)
- 23. září – Matylda Pálfyová, sportovní gymnastka, stříbrná medaile na LOH 1936 (* 11. března 1912)
- 27. září – Libor Zapletal, voják a příslušník výsadku Bivouac (* 14. listopadu 1920)
- 28. září
  - Petr Ginz, dětský malíř z Terezínského ghetta (* 1. února 1928)
  - Jaroslav Aster, politik (* 7. září 1877)
- 29. září
  - Otto Zucker, pražský architekt (* 3. října 1892)
  - Rudolf Jelínek, podnikatel (* 20. června 1892)
- 30. září
  - Václav Chlumecký, novinář a politik (* 30. prosince 1861)
  - František Vrána, válečný hrdina (* 27. ledna 1914)
- 2. října – Vojtěch Luža, generál, legionář a odbojář (* 23. března 1891)
- 4. října – Fritz Weiss, jazzový trumpetista (* 28. září 1919)
- 6. října
  - Ilse Weber, básnířka a spisovatelka knížek pro děti (* 11. ledna 1903)
  - Jaroslav Vedral, generál (* 17. listopadu 1895)
- 17. října – Viktor Ullmann, hudební skladatel, pianista a dirigent (* 1. ledna 1898)
- 18. října – Hans Krása, hudební skladatel (* 30. listopadu 1899)
- 19. října
  - Vojtěch Hampl, politik (* 8. dubna 1872)
  - Karel Poláček, spisovatel (* 22. března 1892)
  - František Zelenka, architekt grafik, jevištní a kostýmní výtvarník (* 8. července 1904)
  - Josef Bierský, výsadkář, Operace Wolfram (* 19. března 1920)
- 20. října
  - Rudolf Mareš, sekretář Akademické YMCA, za protektorátu významná postava protiněmeckého odboje (* 22. prosince 1909)
  - Jindřich Duchoslav Krajíček, malíř (* 1867)
- 23. října – Hana Bradyová, židovská dívka, která zahynula v koncentračním táboře v Osvětimi – Březince (* 16. května 1931)
- 28. října
  - František Pospíšil, voják a velitel výsadku Bivouac (* 23. listopadu 1919)
  - Bohuslav Grabovský, voják a příslušník výsadku Intransitive (* 19. ledna 1917)
  - František Bass, dětský básník (* 4. září 1930)
- 30. října – Miloslav Jeník, fotbalista a operní zpěvák (* 12. září 1884)
- 31. října – Vendelín Opatrný, československý velitel, padl u Dukelského průsmyku (* 10. března 1908)
- říjen – František Mořic Nágl, malíř (* 28. května 1889)
- 1. listopadu – Gašpar Rovňan, politik (* 8. ledna 1870)
- 2. listopadu – Drahomír Vaňura, voják a příslušník výsadku Manganese (* 8. března 1915)
- 3. listopadu – Ján Ušiak, velitel partyzánské brigády Jana Žižky z Trocnova (* 5. října 1914)
- 7. listopadu – Hana Kučerová-Záveská, architektka (* 21. března 1904)
- 10. listopadu – Jan Šverma, novinář a komunistický politik (* 23. března 1901)
- 18. listopadu – Leo Meisl, architekt (* 10. září 1901)
- 20. listopadu – Věra Lišková-Traubová, literární kritička (* 19. října 1910)
- 24. listopadu – Václav Štěpán, muzikolog, skladatel a publicista (* 12. prosince 1889)
- 25. listopadu – Bohuslav Vrbenský, stomatolog, novinář, politik, ministr a poslanec (* 30. března 1882)
- 4. prosince – Alberto Vojtěch Frič, cestovatel, etnograf, sběratel kaktusů a spisovatel (* 8. září 1882)
- 6. prosince – Ervín Maršák, legionář, důstojník československé armády (* 13. března 1895)
- 9. prosince – František Šamberger, profesor dermatovenerologie na Univerzitě Karlově (* 12. února 1871)
- 15. prosince – Josef Sousedík, podnikatel, odbojář a vynálezce v oboru elektrických strojů (* 18. prosince 1894)
- 18. prosince – Karel Václav Adámek, spisovatel a politik (* 19. září 1868)
- 20. prosince
  - Josef Chalupník, politik, poslanec a senátor, starosta Moravské Ostravy (* 9. května 1884)
  - Jan Pauly, kněz, znalec církevního práva (* 24. června 1869)
- 29. prosince – Karol Mladý, voják a velitel výsadku Embassy (* 9. června 1916)
- 30. prosince – Jan Jílek, politik (* 1. února 1864)

### Svět

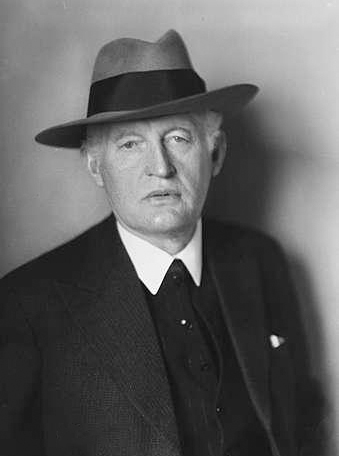
Edvard Munch († 23. ledna)

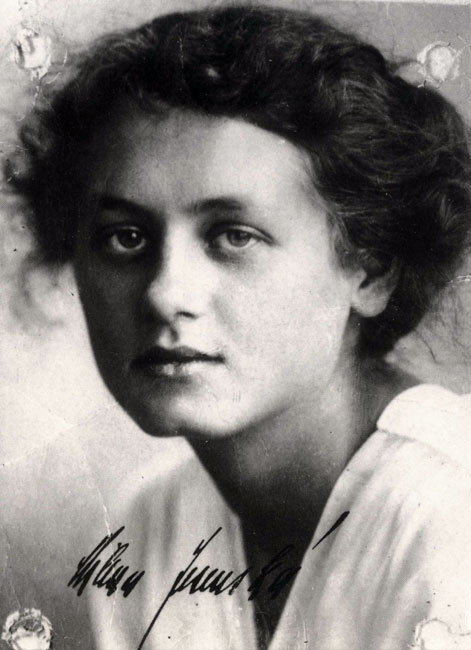
Milena Jesenská († 17. května)

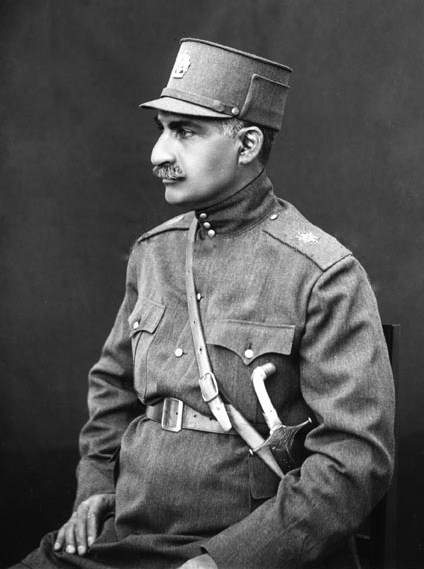
Rezá Šáh Pahlaví († 26. července)

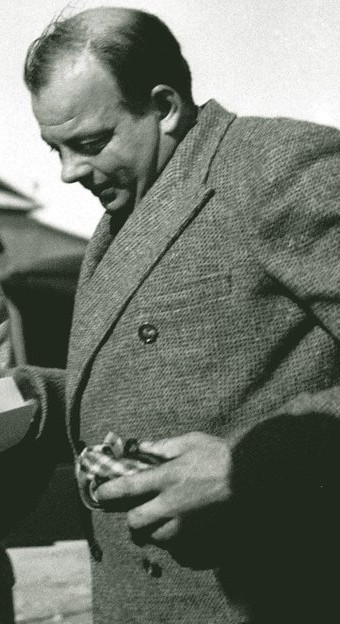
Antoine de Saint-Exupéry († 31. července)

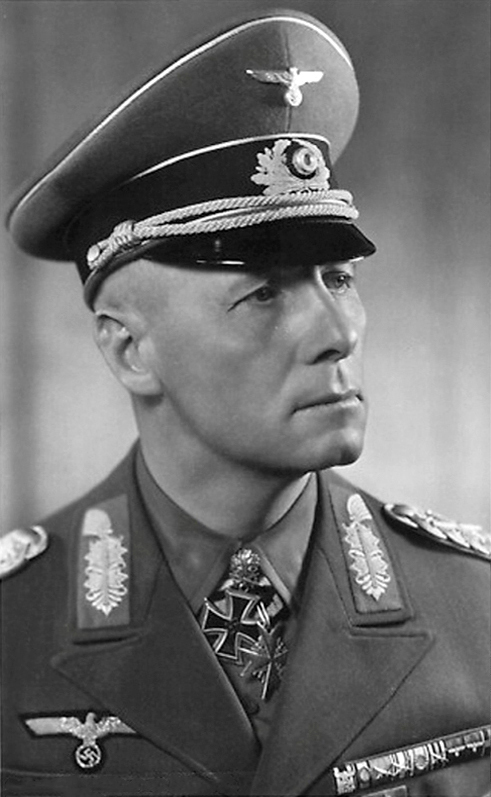
Erwin Rommel († 14. října)

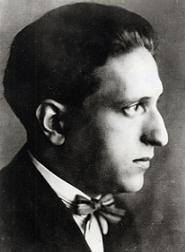
Pavel Haas († 17. října)

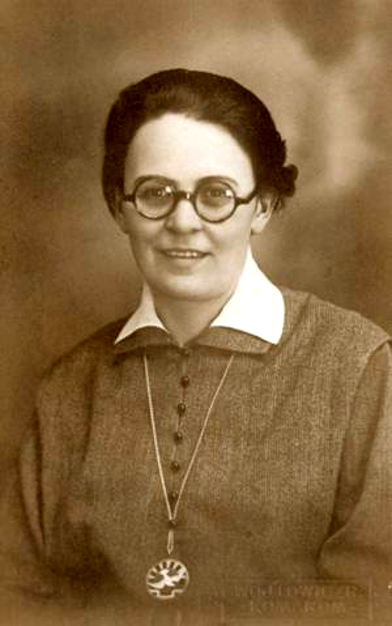
Sára Salkaházi († 27. prosince)

- 7. ledna – Lou Hooverová, manželkou 31. prezidenta USA Herberta Hoovera (* 29. března 1874)
- 9. ledna – Antanas Smetona, litevský politik (* 10. srpna 1874)
- 11. ledna – Galeazzo Ciano, italský diplomat (* 18. března 1903)
- 13. ledna – William Allen White, americký spisovatel a politik (* 10. února 1868)
- 22. ledna – Ernest Townsend, anglický portrétista (* 1. ledna 1880)
- 23. ledna – Edvard Munch, norský malíř (* 12. prosince 1863)
- 29. ledna – Marie Alexandra Bádenská, princezna bádenská a hesenská (* 1. srpna 1902)
- 31. ledna – Jean Giraudoux, francouzský spisovatel, dramatik a diplomat (* 29. října 1882)
- 1. února
  - Franz Kutschera, rakouský válečný zločinec, Varšavský kat (* 22. února 1904)
  - Piet Mondrian, nizozemský malíř, vůdčí osobnost konstruktivismu (* 7. března 1872)
- 2. února
  - Walter Heitz, německý generál Wehrmachtu (* 8. prosince 1878)
  - Albert Hodges, americký šachový mistr (* 21. července 1861)
- 4. února
  - Yvette Guilbertová, francouzská zpěvačka a herečka (* 20. ledna 1865)
  - Arsen Kocojev, osetský spisovatel (* 15. ledna 1872)
- 5. února – Julius Kugy, slovinský alpinista (* 19. července 1858)
- 7. února – Robert Ezra Park, americký sociolog (* 14. února 1864)
- 8. února – Bernard Sachs, americký neurolog (* 2. ledna 1858)
- 10. února
  - Kustaa Pihlajamäki, finský zápasník, olympijský vítěz (* 7. dubna 1902)
  - Eugène Michel Antoniadi, řecký astronom (* 10. března 1870)
  - Israel Jošua Singer, židovský spisovatel (* 30. listopadu 1893)
- 12. února – Marie Tereza Portugalská, manželka arcivévody Karla Ludvíka (* 24. srpna 1855)
- 17. února – Jean Cavaillès, francouzský filosof a matematik (* 15. května 1903)
- 21. února – Ferenc Szisz, maďarský automobilový závodník (* 20. září 1873)
- 22. února – Pjotr Berngardovič Struve, ruský filozof, historik a ekonom (* 7. února 1870)
- 23. února – Leo Baekeland, americký chemik a vynálezce (* 14. listopadu 1863)
- 29. února – Pehr Evind Svinhufvud, finský prezident (* 15. prosince 1861)
- 5. března
  - Alun Lewis, velšský básník (* 1. července 1915)
  - Max Jacob, francouzský básník, malíř a spisovatel (* 12. července 1876)
- 7. března – Emanuel Ringelblum, polsko-židovský historik, politický aktivista (* 11. listopadu 1900)
- 11. března – Hendrik Willem van Loon, americký autor a žurnalista (* 1882)
- 14. března – Pavel Grigorjevič Česnokov, ruský hudební skladatel a sbormistr (* 24. října 1877)
- 15. března – Eduard Konrád Zirm, rakouský oční lékař (* 18. března 1863)
- 16. března
  - David Prain, skotský botanik (* 11. července 1857)
  - Şehzade Mehmed Abdülkadir, syn osmanského sultána Abdulhamida II. a korunní princ (* 16. ledna 1878)
- 24. března – Orde Wingate, britský tvůrce speciálních vojenských jednotek (* 26. února 1903)
- 28. března – Stephen Leacock, kanadský spisovatel, humorista, (* 30. prosince 1869)
- 2. dubna
  - Paul Ludwig Landsberg, německý filosof (* 3. prosince 1901)
  - Mikuláš Moyzes, slovenský hudební skladatel (* 6. prosince 1872)
- 9. dubna – Celestýna Faron, polská katolická řeholnice, mučednice, blahoslavená (* 24. dubna 1913)
- 14. dubna
  - Mary Adela Blaggová, anglická astronomka a selenografka (* 17. května 1858)
- 15. dubna – Giovanni Gentile, italský filozof (* 30. května 1875)
- 15. dubna – Nikolaj Fjodorovič Vatutin, sovětský armádní generál (* 16. prosince 1901)
- 16. dubna – Josef von Schenk, ministr spravedlnosti Předlitavska (* 23. srpna 1858)
- 20. dubna – George Grantham Bain, americký fotograf (* 7. ledna 1865)
- 21. dubna – Hans-Valentin Hube, generálplukovník německého Wehrmachtu (* 29. října 1890)
- 5. května – Bertha Benzová, manželka Karla Benze, průkopnice automobilismu (* 3. května 1849)
- 12. května – Max Brand, americký spisovatel westernů (* 29. května 1892)
- 16. května – Clodomiro Picado Twight, kostarický vědec (* 17. dubna 1887)
- 17. května – Milena Jesenská, česká novinářka, spisovatelka a překladatelka (* 10. srpna 1896)
- 18. května – Fritz Stuckenberg, německý expresionistický malíř (* 16. srpna 1881)
- 23. května – Thomas Curtis, americký atlet, olympijský vítěz (* 7. září 1870)
- 24. května – Inigo Campioni, italský admirál (* 14. listopadu 1878)
- 25. května – Kosta Pećanac, srbský četnický vojvoda (* 1879)
- 26. května – Christian Wirth, německý SS Sturmbannführer (* 24. listopadu 1885)
- 28. května – Marie Josefa, matka posledního rakouského císaře Karla I. (* 31. května 1867)
- 29. května – Ján Čajak, slovenský spisovatel (* 19. prosince 1863)
- 30. května – Bruno Granichstaedten, rakouský hudební skladatel (* 1. září 1879)
- 2. června – Zikmund Schul, německý židovský skladatel (* 11. ledna 1916)
- 5. června – Józef Beck, polský ministr zahraničí (* 4. října 1894)
- 10. června – Oleh Olžyč, ukrajinský básník (* 8. července 1907)
- 16. června – Marc Bloch, francouzský historik (* 6. července 1886)
- 23. června
  - Eduard Dietl, německý generál Wehrmachtu za druhé světové války (* 21. července 1890)
  - Pierre de Lasenic, postava českého hermetismu (* 17. května 1900)
- 28. června – Philippe Henriot, francouzský proněmecký politik (* 7. ledna 1889)
- 29. června
  - Adolf Diekmann, nacistický válečný zločinec (* 18. prosince 1914)
  - Paul Castelnau, francouzský fotograf, geograf a filmař (* 17. května 1880)
- 1. července – Táňa Savičevová, žákyně žijící v Leningradě, oběť druhé světové války (* 25. ledna 1930)
- 6. července – Čúiči Nagumo, admirál japonského císařského námořnictva (* 25. března 1887)
- 7. července – Erich Salomon, německý zpravodajský fotograf (* 28. dubna 1886)
- 8. července – Takeo Takagi, viceadmirál Japonského císařského námořnictva (* 25. ledna 1892)
- 12. července – Sergej Nikolajevič Bulgakov, ruský filosof, ekonom a pravoslavný teolog (* 16. června 1871)
- 17. července – William James Sidis, americký matematický a jazykový génius (* 1. dubna 1898)
- 19. července – Christian Krollmann, německý filolog a historik (* 1866)
- 21. července
  - Claus Schenk von Stauffenberg, německý strůjce neúspěšného atentátu na Hitlera, popraven (* 15. listopadu 1907)
  - Ludwig Beck, německý generál (* 29. června 1880)
  - Henning von Tresckow, strůjce atentátu naAdolfa Hitlera (* 10. ledna 1901)
  - Werner von Haeften, účastník atentátu na Adolfa Hitlera (* 9. října 1908)
- 23. července – Max Nettlau, německý anarchista, historik a lingvista (* 30. dubna 1865)
- 26. července – Rezá Šáh Pahlaví, íránský šáh (* 16. března 1878)
- 28. července – Fritz von Scholz, nacistický generál (* 9. prosince 1896)
- 30. července – Nikolaj Nikolajevič Polikarpov, sovětský letecký konstruktér (* 8. června 1892)
- 31. července
  - František Stryjas, polský katolický kněz, mučedník, blahoslavený (* 26. ledna 1882)
  - Antoine de Saint-Exupéry, francouzský spisovatel a letec (* 29. června 1900)
- 1. srpna – Manuel Quezon, 1. prezident Filipínského Společenství (* 18. srpna 1878)
- 2. srpna
  - Stefan Grot-Rowecki, polský generál, novinář a vůdce Zemské armády (* 25. prosince 1895)
  - Kakudži Kakuta, admirál japonského císařského námořnictva (* 23. září 1890)
- 4. srpna – Krzysztof Kamil Baczyński, polský básník (* 22. ledna 1921)
- 5. srpna – Jędrzej Moraczewski, předseda polské vlády (* 13. ledna 1870)
- 7. srpna – Şehzade Ahmed Nuri, syn osmanského sultána Abdulhamida II. (* 19. prosince 1878)
- 8. srpna
  - Erwin von Witzleben, účastník příprav neúspěšného atentátu na Hitlera z 20. července 1944 (* 4. prosince 1881)
  - Erich Höpner, generál německého Wehrmachtu (* 14. září 1886)
- 12. srpna – Berl Kacnelson, zakladatel dělnického sionismu (* 25. ledna 1887)
- 16. srpna – Tadeusz Gajcy, polský básník (* 8. února 1922)
- 17. srpna – Eugénio de Castro, portugalský spisovatel (* 4. března 1869)
- 18. srpna – Ernst Thälmann, německý komunistický politik (* 16. dubna 1886)
- 19. srpna – Günther von Kluge, polní maršál nacistického Německa (* 30. října 1882)
- 20. srpna – Leon Chwistek, polský malíř, filosof, matematik a teoretik umění (* 13. června 1884)
- 22. srpna
  - Franciszek Dachtera, polský katolický kněz, mučedník, blahoslavený (* 22. září 1910)
  - Jozef Hanula, slovenský malíř a pedagog (* 6. dubna 1863)
- 28. srpna
  - Alfons Maria Mazurek, polský katolický kněz, mučedník, blahoslavený (* 1. března 1891)
  - Mordechaj Chaim Rumkowski, hlava židovské rady v Łódźském ghettu (* 27. února 1877)
- 1. září
  - Fernand Guyou, nejúspěšnější francouzský stíhací pilot první světové války (* 7. ledna 1891)
  - Liviu Rebreanu, rumunský spisovatel (* 27. listopadu 1885)
- 4. září
  - Erich Fellgiebel, německý generál, účastník atentátu na Hitlera (* 4. října 1886)
  - Wiktor Potrzebski, polní kaplan ve varšavském povstání (* 30. července 1880)
- 6. září – Michał Jan Czartoryski, polský dominikán katolickou církví uctívaný jako mučedník (* 19. února 1897)
- 14. září – Heinrich Kühn, rakouský fotograf (* 25. února 1866)
- 16. září – Gustav Bauer, německý říšský kancléř (* 6. ledna 1870)
- 21. září – Olexandr Košyc, ukrajinský skladatel (* 12. září 1875)
- 23. září – Józef Stanek, polský katolický kněz, mučedník, blahoslavený (* 6. prosince 1916)
- 24. září – Irena Kowalska-Wuttke, polská harcerská instruktorka a odbojářka (* 21. května 1920)
- 27. září
  - Sergej Prokudin-Gorskij, ruský fotograf (* 31. srpna 1863)
  - Aristide Maillol, francouzský sochař a malíř (* 8. prosince 1861)
- září – Adolf Weinhold, slovenský důstojník, organizátor Slovenského národního povstání (* 10. prosince 1903)
- 1. října – Rudolf Schmundt, nacistický generál (* 13. srpna 1896)
- 9. října – Friedl Dicker-Brandeisová, rakouská výtvarnice (* 30. června 1898)
- 12. října – James Simon, německý skladatel (* 29. září 1880)
- 14. října
  - Josif Iremašvili, ruský revolucionář, člen frakce menševiků (* 24. dubna 1878)
  - Erwin Rommel, německý generál, spolupachatel atentátu na Hitlera (* 1891)
- 16. října – Rudolf Winternitz, český architekt (* 24. září 1882)
- 17. října – Pavel Haas, hudební skladatel a pedagog (* 21. června 1899)
- 18. října – Josef Maria Eder, rakouský chemik a fotograf (* 16. března 1855)
- 19. října
  - Erich Koch-Weser, německý politik období Výmarské republiky (* 26. února 1875)
  - Dénes Kőnig, maďarský matematik (* 21. září 1884)
- 20. října – Gabriel Grovlez, francouzský klavírista, skladatel a dirigent (* 4. dubna 1879)
- 23. října – Charles Glover Barkla, anglický fyzik, nositel Nobelovy ceny (* 7. června 1877)
- 24. října
  - Werner Seelenbinder, německý zápasník a účastník protinacistického odboje (* 2. srpna 1904)
  - Louis Renault, francouzský průkopník automobilismu (* 15. února 1877)
- 26. října – Beatrix Sasko-Koburská, dcera britské královny Viktorie (* 14. dubna 1857)
- říjen – Puniša Račić, černohorský politik (* 12. června 1886)
- 1. listopadu
  - Karol Pekník, slovenský generál, protifašistický bojovník (* 20. dubna 1900)
  - Andrej Šeptyckyj, hlava ukrajinské řeckokatolické církve (* 29. července 1865)
- 2. listopadu
  - František Bíroš, slovenský výsadkář (* 15. listopadu 1913)
  - Thomas Midgley, americký strojní inženýr, chemik, vynálezce (* 18. května 1889)
- 5. listopadu – Alexis Carrel, francouzský lékař, nositel Nobelovy ceny (* 28. června 1873)
- 6. listopadu – Lord Moyne, britský státník, vlastník pivovaru Guinness (* 29. března 1880)
- 7. listopadu
  - Richard Sorge, sovětský špion v Japonsku (* 4. října 1895)
  - Bogdan Popović, srbský literární kritik (* 20. prosince 1863)
  - Franc Rozman, slovinský partyzánský velitel (* 27. března 1911)
  - Chana Senešová, židovská básnířka, výsadkářka a odbojářka maďarského původu (* 17. července 1921)
- 8. listopadu – Walter Nowotny, německý stíhač (* 7. prosince 1920)
- 9. listopadu – Frank Marshall, americký šachový velmistr (* 10. srpna 1877)
- 12. listopadu
  - George David Birkhoff, americký matematik (* 21. března 1884)
  - Otto Frank, německý lékař a fyziolog (* 21. června 1865)
- 14. listopadu – Panait Mușoiu, rumunský anarchista a socialistický aktivista (* 18. listopadu 1864)
- 15. listopadu – Kurt Gerron, německý herec a režisér (* 11. května 1897)
- 18. listopadu – Enzo Sereni, italský sionista a odbojář (* 17. dubna 1905)
- 19. listopadu – Ignacio Bolívar, španělský botanik a entomolog (* 1850)
- 20. listopadu
  - Chaviva Reiková, členka výsadkové skupiny Amsterdam (* 21. července 1914)
  - Rafa'el Reisz, člen výsadkové skupiny Amsterdam (* 11. srpna 1914)
- 22. listopadu
  - Anna Kolesárová, slovenská mučednice čistoty (* 14. července 1928)
  - Arthur Eddington, britský astrofyzik (* 28. prosince 1882)
- 24. listopadu – Ľudovít Kukorelli, slovenský partyzán (* 6. října 1914)
- 28. listopadu – Otto Smik, slovenský pilot ve službách RAF (* 20. ledna 1922)
- 29. listopadu – Marcell Komor, maďarský architekt (* 7. listopadu 1868)
- 2. prosince – Filippo Tommaso Marinetti, italský básník a dramatik (* 22. prosinec 1876)
- 5. prosince – Julian Grobelny, německo-americký malíř (* 16. února 1893)
- 10. prosince – Paul Otlet, belgický právník, spisovatel a mírový aktivista (* 23. srpna 1868)
- 13. prosince – Vasilij Kandinskij, ruský malíř (* 16. prosince 1866)
- 15. prosince – Glenn Miller, americký jazzový hudebník (* 1. března 1904)
- 17. prosince – Mirko Nešpor, slovenský vysokoškolák, antifašista (* 28. září 1924)
- 19. prosince – Otto Lange, německý malíř (* 29. října 1879)
- 20. prosince
  - Arpád Vojtech Felcán, slovenský pedagog a partyzán, člen KSČ (* 13. srpna 1900)
  - Abbás II. Hilmí, poslední egyptský chediv (* 14. července 1874)
- 24. prosince – Endre Bajcsy-Zsilinszky, maďarský politik a novinář (* 6. června 1886)
- 26. prosince – Lev Vladimirovič Ščerba, ruský a sovětský jazykovědec (* 3. března 1880)
- 27. prosince
  - Petar Danov, bulharský mystik a duchovní učitel (* 11. července 1864)
  - Sára Salkaházi, spravedlivá mezi národy a mučednice (* 11. května 1899)
  - Odoardo Focherini, italský novinář, blahoslavený katolickou církví (* 6. června 1907)
- 28. prosince – Richard Hesse, německý zoolog (* 20. února 1868)
- 30. prosince – Romain Rolland, francouzský spisovatel (* 29. leden 1866)
- 31. prosince
  - Felice Schragenheim, německá básnířka a novinářka (* 9. března 1922)
  - Marcel Tyberg, rakouský hudební skladatel (* 27. ledna 1893)
- ? – Dawid Bajgelman, polský hudební skladatel a dirigent (* 6. dubna 1888)

## Hlavy státu
Evropa:
- Československo – Edvard Beneš (v exilu)
- Protektorát Čechy a Morava – Emil Hácha (státní prezident) a Wilhelm Frick (říšský protektor)
- Velkoněmecká říše – Adolf Hitler
- Sovětský svaz – Josif Vissarionovič Stalin
- Spojené království Velké Británie a Severního Irska – Jiří VI.
- Itálie – Viktor Emanuel III.
- Papež – Pius XII.
- Litevská SSR – Antanas Sniečkus
- USA – Franklin Delano Roosevelt

Asie:
- Japonsko – Císař Šówa